# Arnsberg

Blick aus der Altstadt auf die Neustadt

Arnsberg (Ausspracheⓘ) ist eine große kreisangehörige Stadt im Sauerland in Nordrhein-Westfalen und Sitz der Bezirksregierung des Regierungsbezirks Arnsberg. Die Mittelstadt war bis zur kommunalen Neugliederung von 1975 Kreisstadt des Kreises Arnsberg und gehört seitdem zum Hochsauerlandkreis. Auch die Struktur der heutigen Stadt geht auf die kommunale Neugliederung zurück. Durch das Sauerland/Paderborn-Gesetz (§ 5) wurden Neheim-Hüsten, Arnsberg und eine Reihe weiterer Gemeinden zu einer neuen Stadt zusammengeschlossen.

## Geographie

### Lage
Die Stadt liegt im Norden des Rheinischen Schiefergebirges im Tal der Ruhr, von der die Stadt wesentlich geprägt wird. Im Stadtgebiet münden die kleineren Flüsse Röhr und Möhne in die Ruhr. In den Tälern dieser Flüsse liegen die wesentlichen Siedlungsschwerpunkte der Stadt. Besonders charakteristisch ist die große Ruhrschleife, die die Altstadt von Arnsberg auf zwei Seiten einschließt. Begrenzt werden die Flusstäler von meist bewaldeten Erhebungen. Unmittelbar nördlich des Stadtgebietes erheben sich die Höhen des Naturparks Arnsberger Wald, im Süden verlaufen die Ausläufer vom Naturpark Sauerland-Rothaargebirge. Das Stadtgebiet der Stadt Arnsberg liegt auf einer Höhe von 146 bis 448 Metern über NN. Es ist 193,39 Quadratkilometer groß. Mit 121,10 Quadratkilometern sind damit 63 Prozent des Gebiets Waldfläche. 18 Prozent der Gesamtfläche Arnsbergs werden landwirtschaftlich genutzt, Siedlungs- und Verkehrsflächen machen ebenfalls einen Anteil von 18 Prozent aus.

Arnsberg, vom Ehmsendenkmal aus gesehen

### Geologie
Arnsberg liegt, geologisch betrachtet, auf einem östlichen Ausläufer des Remscheid-Altenaer Sattels. Innerhalb des Stadtgebietes stammen die Gesteinsformationen überwiegend aus dem Pennsylvanium. Man kann Namur-Schiefer und Grauwacken sehr gut am Ruhr-Uferweg betrachten, wenn man sich, beginnend am Osthang des Lüsenberges, in Richtung Südosten bewegt. Hier tauchen die sehr stark gefalteten Erdschichten etwa in einem Winkel von 45 Grad nach Ost-Nord-Ost ab. Geht man von hier aus etwa 1,5 Kilometer nach Südwesten ans Westufer der Ruhr unterhalb des Parkhotels, so sieht man, dass hier die Faltung der gleichen Gesteinsarten genau in die entgegengesetzte Richtung erfolgt ist.
Gut einen Kilometer nördlich davon schiebt sich, aus West-Süd-West kommend, ein etwa einen Kilometer breiter Keil mit Kulm-Plattenkalken aus dem Mississippium in Richtung Nordosten und endet etwa zwei Kilometer östlich der nördlichen Ruhrschleife. Auf dieser Schicht liegt der Arnsberger Schlossberg, von dem aus man einen weitläufigen Blick über die Doppelschleife der Ruhr erhält.
Auf der Straße nach Rumbeck, etwa am südöstlichen Rand der Stadt Arnsberg, kann man sehr gut die verschiedenen älteren Ruhrterrassen beobachten. Die höchsten und ältesten Terrassenschotter liegen bis zu 100 Meter über dem heutigen Flussniveau. Auf dem Sporn südlich des Lüsenberges findet man mehrere Reste davon. Drei jüngere Terrassen befinden sich nördlich von Rumbeck, 40 bis 50 Meter, 25 Meter und 15 Meter über der jetzigen Talsohle.

### Ausdehnung des Stadtgebiets
Der Nord-Süd-Durchmesser der Stadt beträgt etwa 13 Kilometer, der Ost-West-Durchmesser etwa 24 Kilometer. Die Stadt erstreckt sich von Osten nach Westen im Wesentlichen entlang der Ruhr. Der östlichste Stadtteil ist Oeventrop, der westlichste Voßwinkel.

### Nachbargemeinden
Die Stadt grenzt im Norden an die Gemeinden Ense, Wickede (Ruhr) und Möhnesee und die Stadt Warstein, im Osten an die Stadt Meschede, im Süden an die Stadt Sundern und im Westen an die Städte Balve und Menden.

### Stadtgliederung

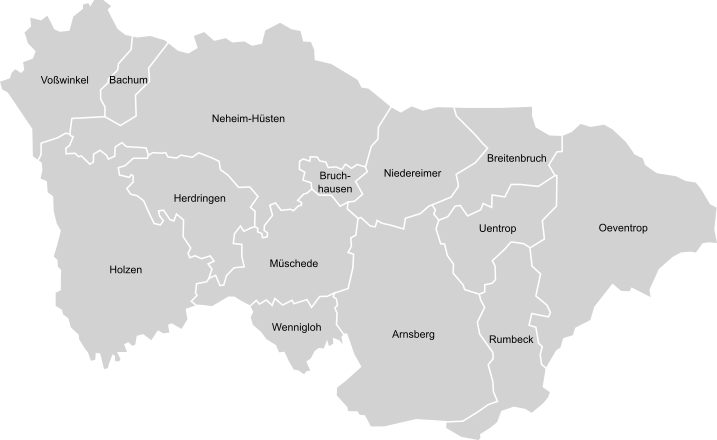
Stadtteile von Arnsberg

Die Stadt Arnsberg besteht aus folgenden Stadtteilen (Einwohner – Stand 31. Dezember 2019)
| - Neheim (22.955 Einwohner) - Arnsberg (18.650) - Hüsten (10.708) - Oeventrop (6.198) - Herdringen (3.861) | - Bruchhausen (3.188) - Müschede (2.797) - Voßwinkel (2.385) - Holzen (2.001) - Niedereimer (1.897) | - Rumbeck (1.145) - Wennigloh (967) - Bachum (886) - Uentrop (319) - Breitenbruch (227) |

### Klima

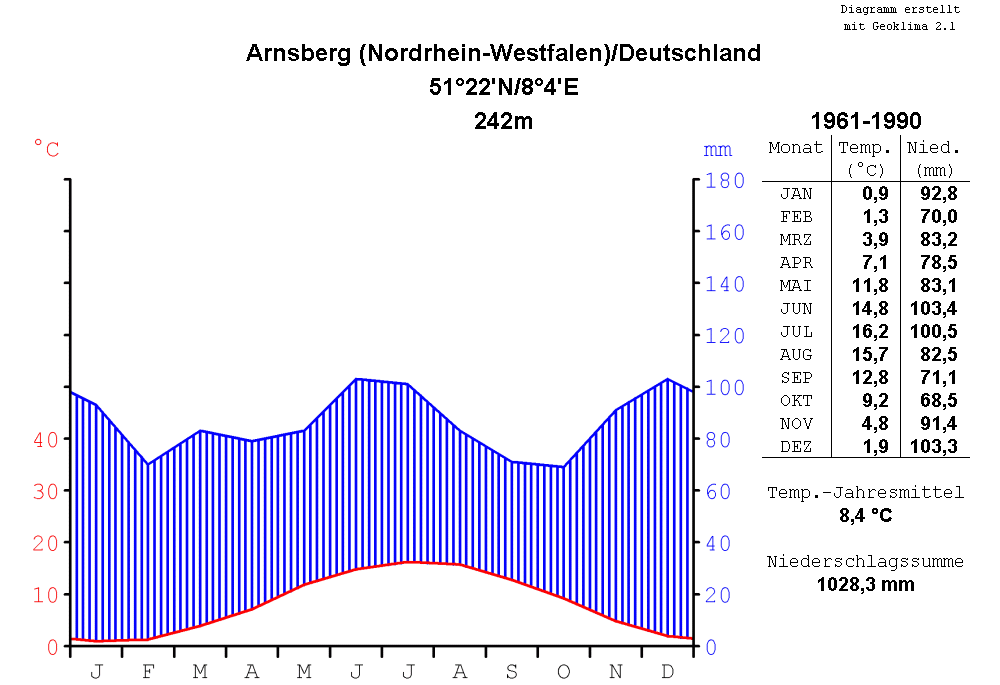
Klimadiagramm 1961–1990

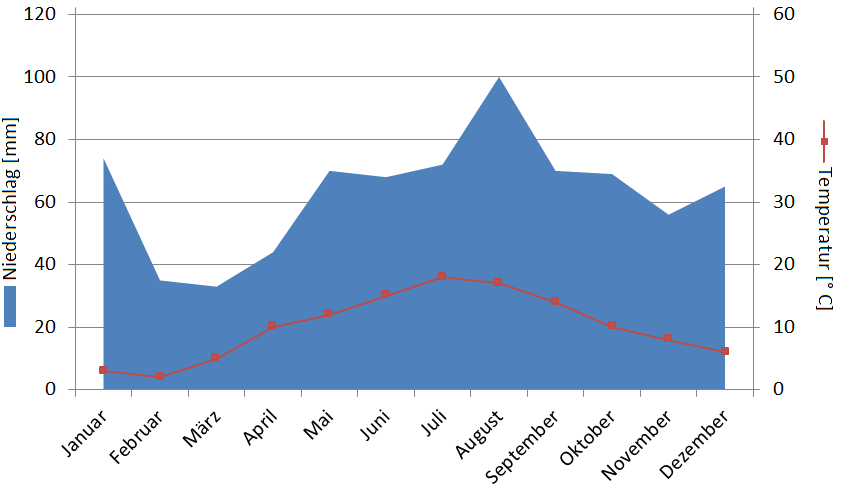
Klimadiagramm 2005–2015

In der Auswertung zwischen den Jahren 1961 und 1990 war der Juli durchschnittlich der wärmste Monat in Arnsberg. Er erreicht Durchschnittswerte von 16,2 °C. Der Niederschlag war in Arnsberg im Juni und Dezember am größten. Er betrug in diesen Monaten im Durchschnitt 103 Liter pro Quadratmeter.
Die Jahresmitteltemperatur in Arnsberg betrug 8,4 °C und es fällt pro Jahr durchschnittlich eine Niederschlagsmenge von 1029 Liter pro Quadratmeter.

## Geschichte

### Mittelalter
Im 11. Jahrhundert baute Graf Bernhard II. von Werl auf dem Rüdenberg die Alte Burg. Eine zweite Burg ließ Graf Friedrich der Streitbare gegen Ende des Jahrhunderts auf dem gegenüberliegenden Adlerberg (Aarberg) bauen. Erstmals erwähnt wurde der Bau 1102. In diesem Jahr wurde sie erstmals durch Erzbischof Friedrich I. von Köln zerstört, da sich Graf Friedrich während des Investiturstreits auf die Seite von Kaiser Heinrich IV. gestellt hatte. Neben den Grafen von Arnsberg sind mit den Rüdenbergern auf der Rüdenburg und den Edelherren von Arnsberg zwei weitere mittelalterliche Adelsgeschlechter in der unmittelbaren Nähe bekannt.

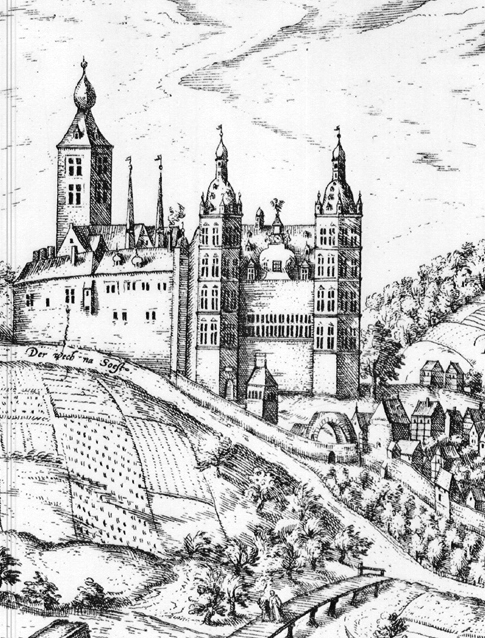
Burg Arnsberg um 1570

Diese eigentliche Burg Arnsberg wurde zur Keimzelle der späteren Stadt. Förderlich für die Entwicklung war, dass die Grafen ihren Hauptsitz nach Arnsberg verlegten und sich allmählich auch als Grafen von Arnsberg bezeichneten. Im Schutz dieser Burg entwickelte sich eine Siedlung. Im Jahr 1114 stellten sich die ersten 14 freien Familien unter den Schutz des Burgherren. Bereits in der zweiten Hälfte des Jahrhunderts wurde die Altstadt befestigt. Der heutige so genannte Glockenturm bildete damals den südlichen Torturm.
Im Jahr 1166 wurde unter der Herrschaft von Graf Heinrich I. die Burg von Truppen Heinrichs des Löwen nach dem Mord des Grafen an seinem Bruder erneut erobert. In der Folge stiftete Graf Heinrich I. das Prämonstratenserstift Wedinghausen (1170/1173) in einiger Entfernung von der Stadt. Die Klosterkirche war auch die Pfarrkirche für die Siedlung.
Die Bevölkerung Arnsbergs wuchs vergleichsweise rasch an, so dass unterhalb des Glockenturms seit Beginn des 13. Jahrhunderts eine weitere Siedlung entstand. Beide hatten zusammen etwa 1000 Bewohner. Im Jahr 1238 umschloss ein neuer Mauerring beide Siedlungsbereiche und auch das Kloster Wedinghausen. Trotz der Befestigungsmaßnahmen erfolgte 1366 die Eroberung und Einäscherung der Stadt während einer Fehde zwischen Graf Gottfried IV. und dem Grafen Engelbert III. von der Mark. 1238 erfolgte die Verleihung des Stadtrechtes.
Graf Gottfried IV. war der letzte Graf von Arnsberg, denn er verkaufte seine Grafschaft 1368 an den Kurfürsten von Köln, was das dortige Erzbistum in seinem Bemühen stärkte, ein geschlossenes rheinisch-westfälisches Territorium zu schaffen. Die Stadt war zur Zeit der kurkölnischen Herrschaft Residenz der Kölner Erzbischöfe im Herzogtum Westfalen und Tagungsort der Landständeversammlung. Daneben war die Stadt mit Sitz des Oberfreistuhls ein Zentrum der frühneuzeitlichen Rechtspflege (Feme). Dort wurden Regeln auch für die übrigen Freistühle in Westfalen erlassen. Doch mit der Soester Fehde der Jahre 1444 bis 1449 fanden diese Bemühungen ein Ende.
Für eine gewisse wirtschaftliche und politische Bedeutung spricht die Zugehörigkeit zur Hanse, deren Westfälisches Drittel von Dortmund geführt wurde. Soest, die zweite Stadt, bezeichnete 1554 neben Arnsberg auch Attendorn, Brilon, Lippstadt, Rüthen und Werl als seine Beistädte. Arnsberg wiederum unterstanden Allendorf, Balve, Eversberg und Hirschberg sowie die sieben Freiheiten, Bödefeld, Freienohl, Hachem, Hagen, Hüsten, Langenscheid und Sundern.

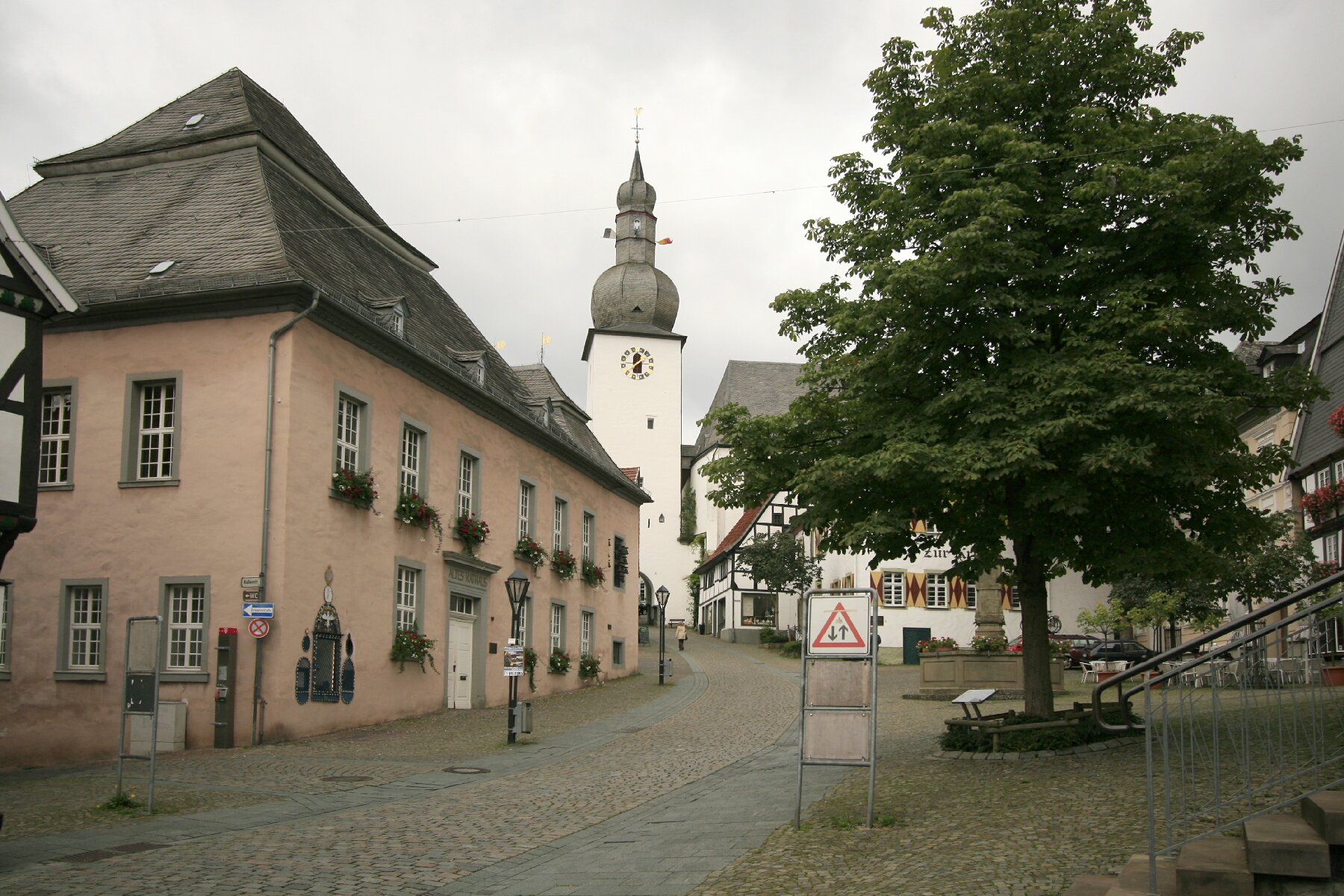
Altes Rathaus
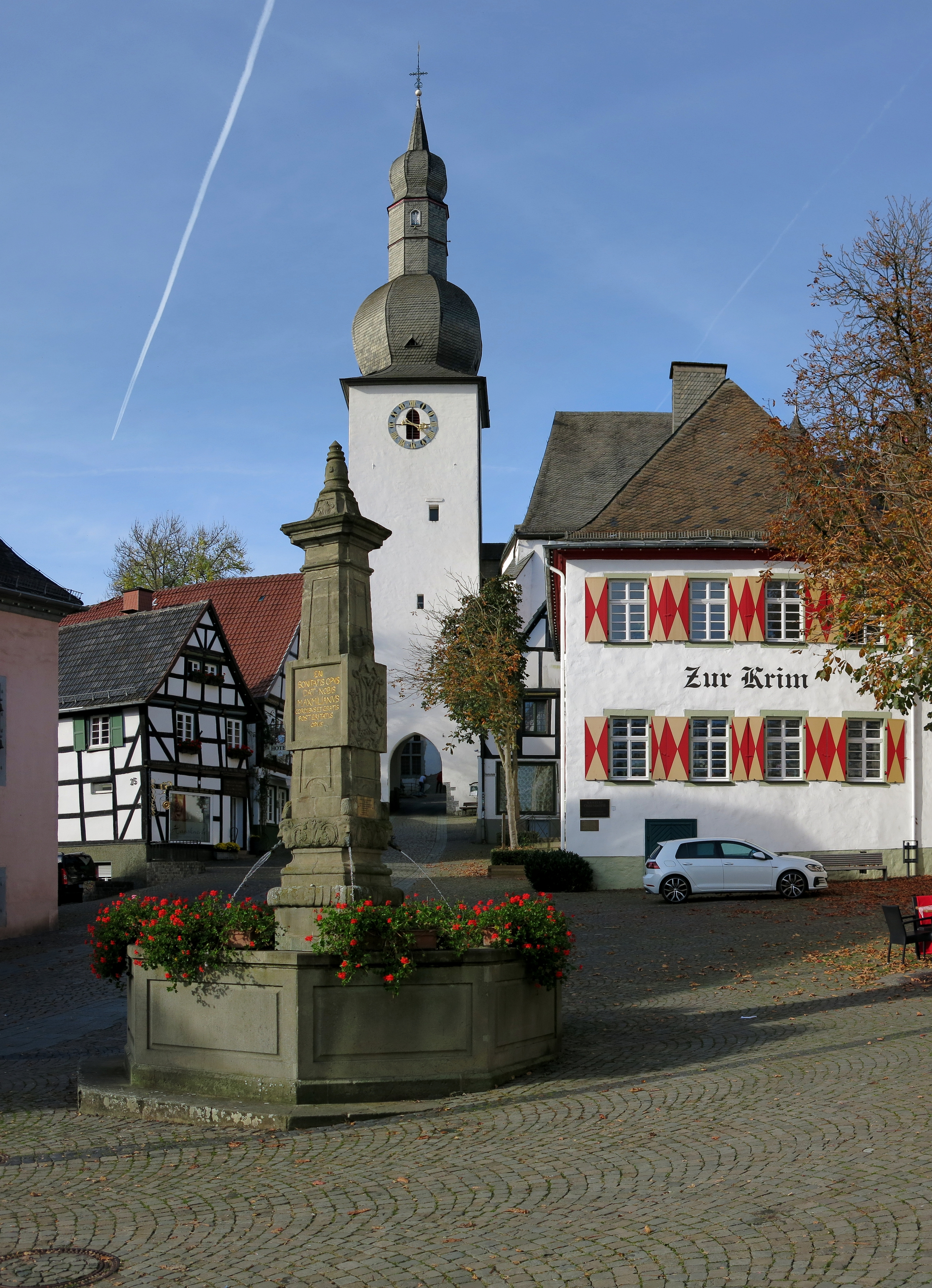
Alter Markt mit Maximilianbrunnen, Haus zur Krim und Glockenturm
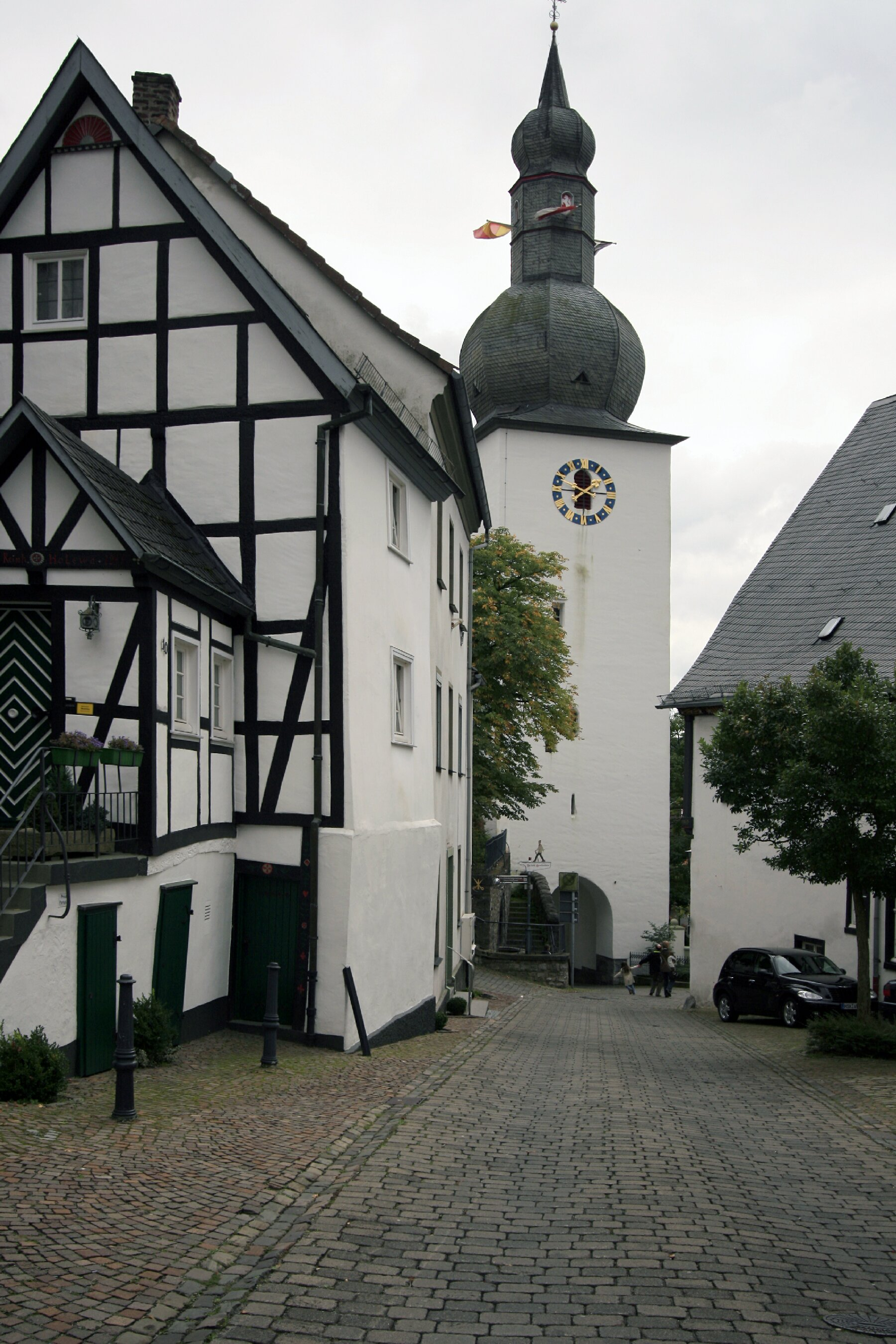
Aufgang zur Altstadt
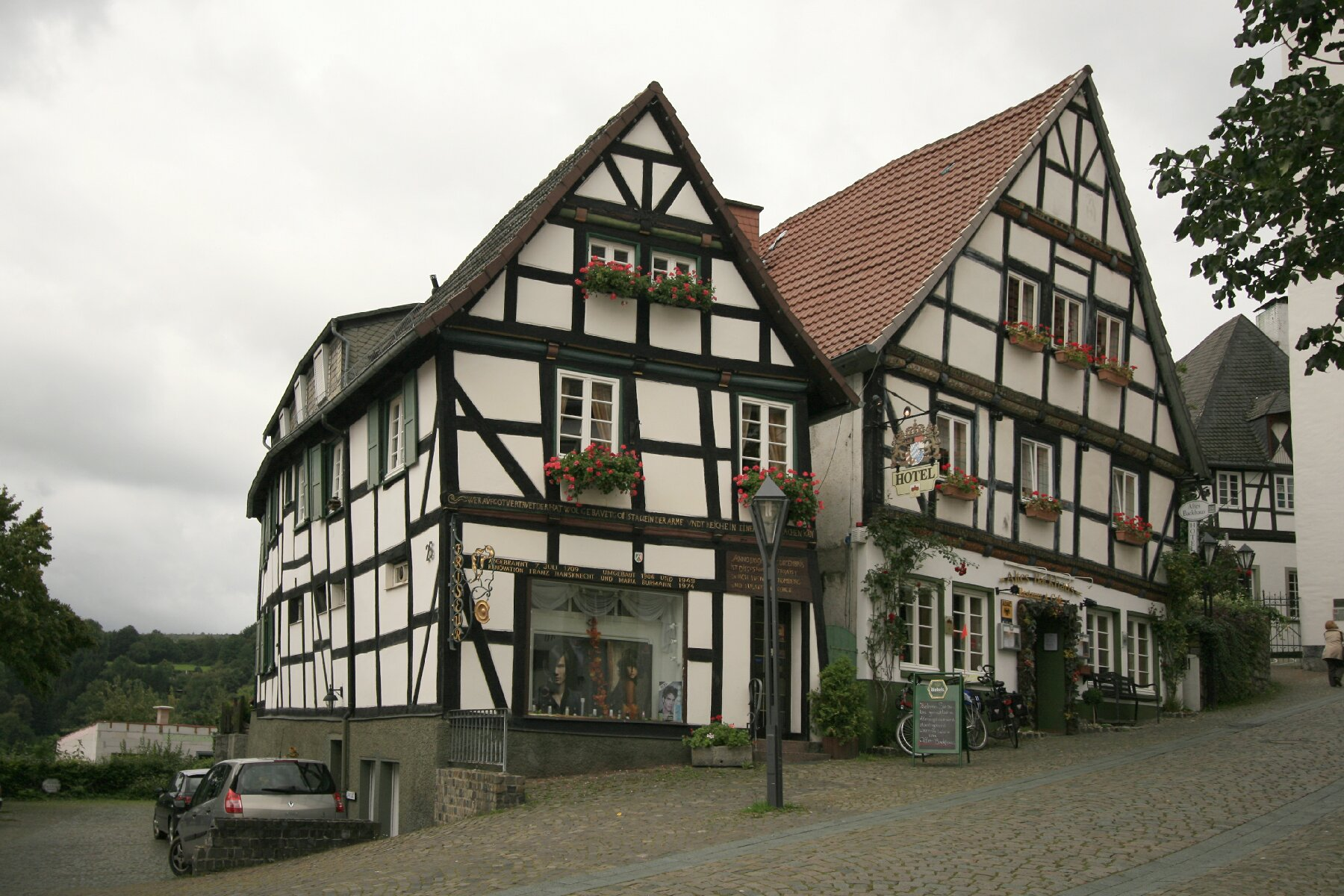
Aufgang zur Altstadt, Laden und Hotel
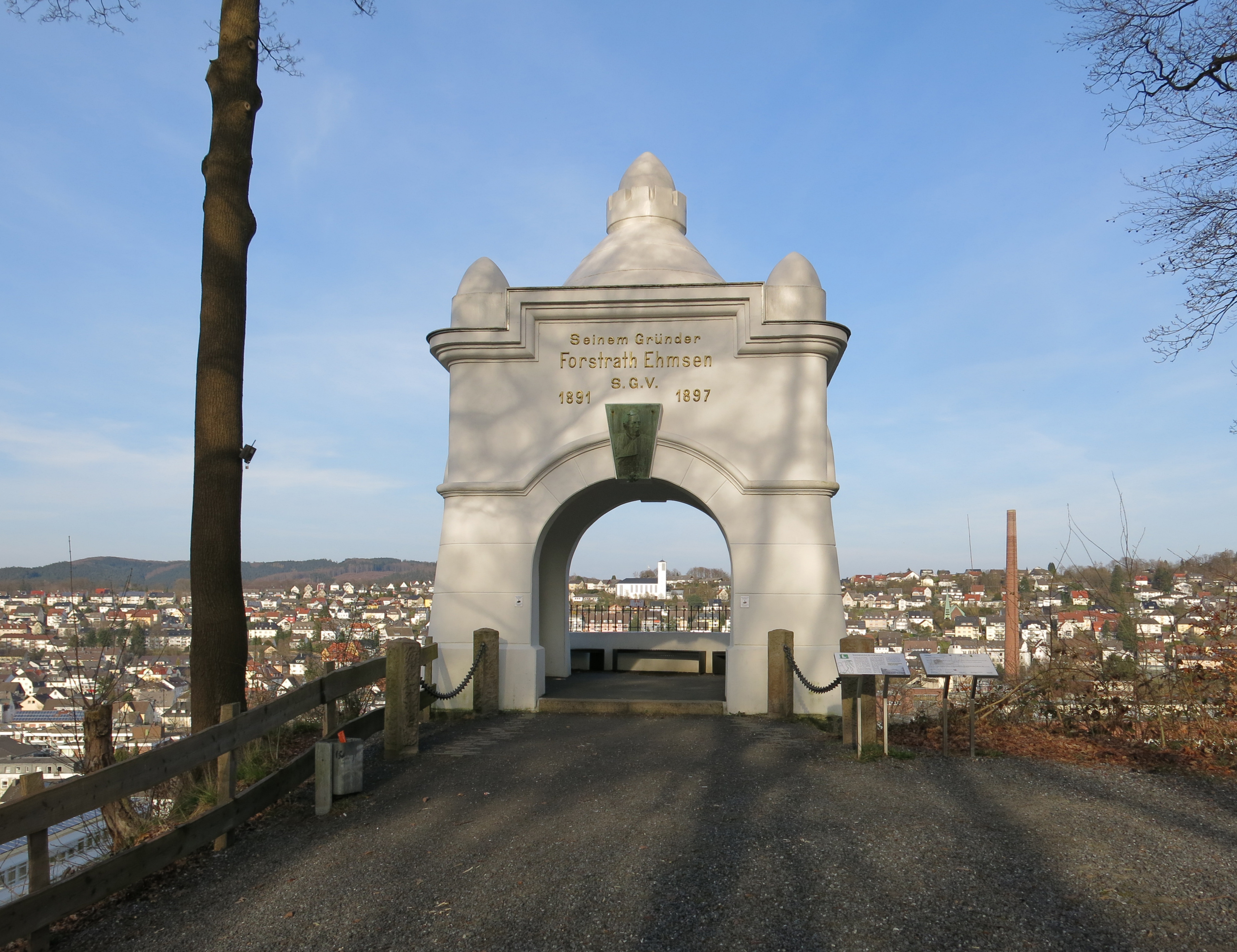
Ehmsendenkmal („Flüsterhäuschen“)
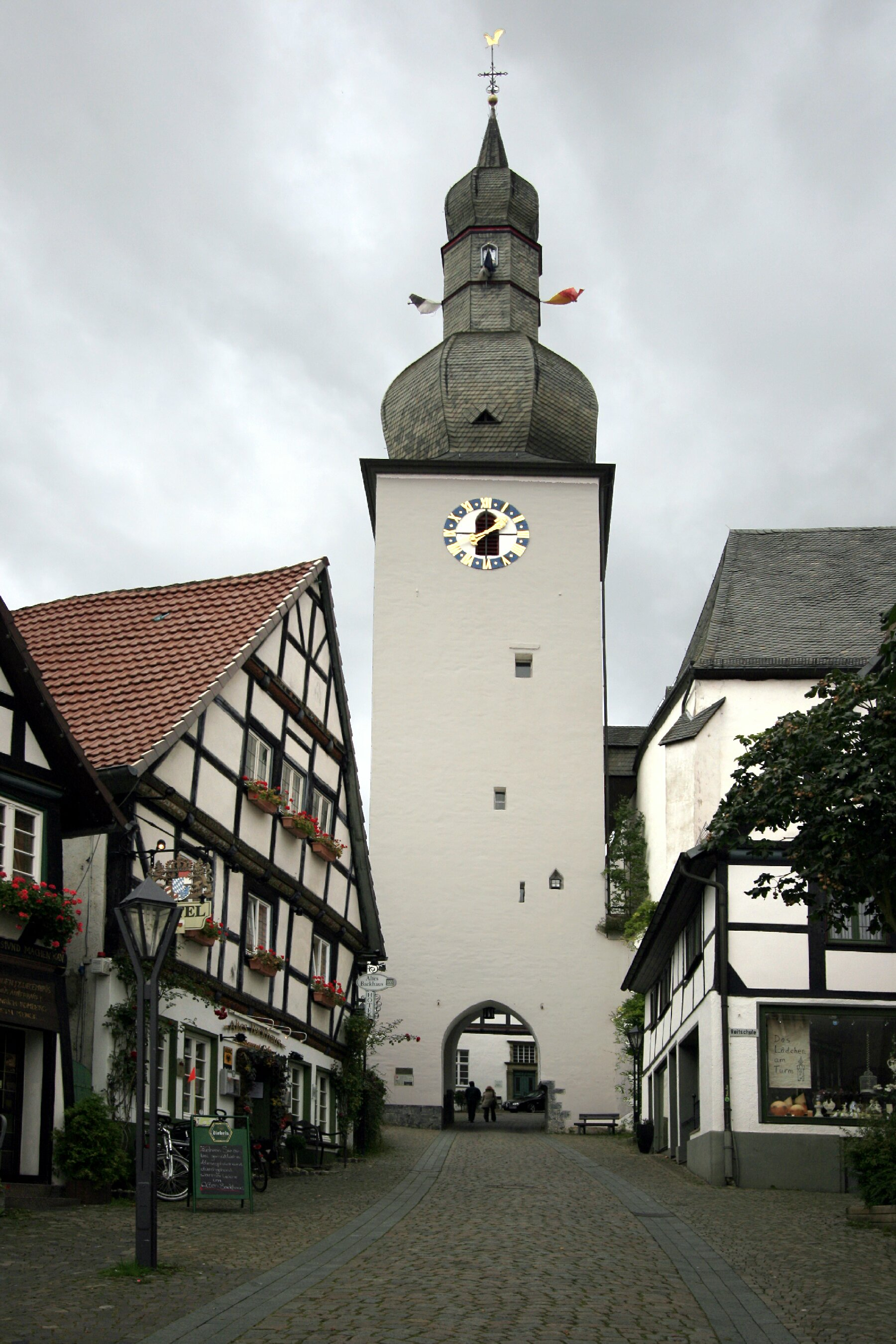
Der Glockenturm, das Wahrzeichen Arnsbergs

### Frühe Neuzeit

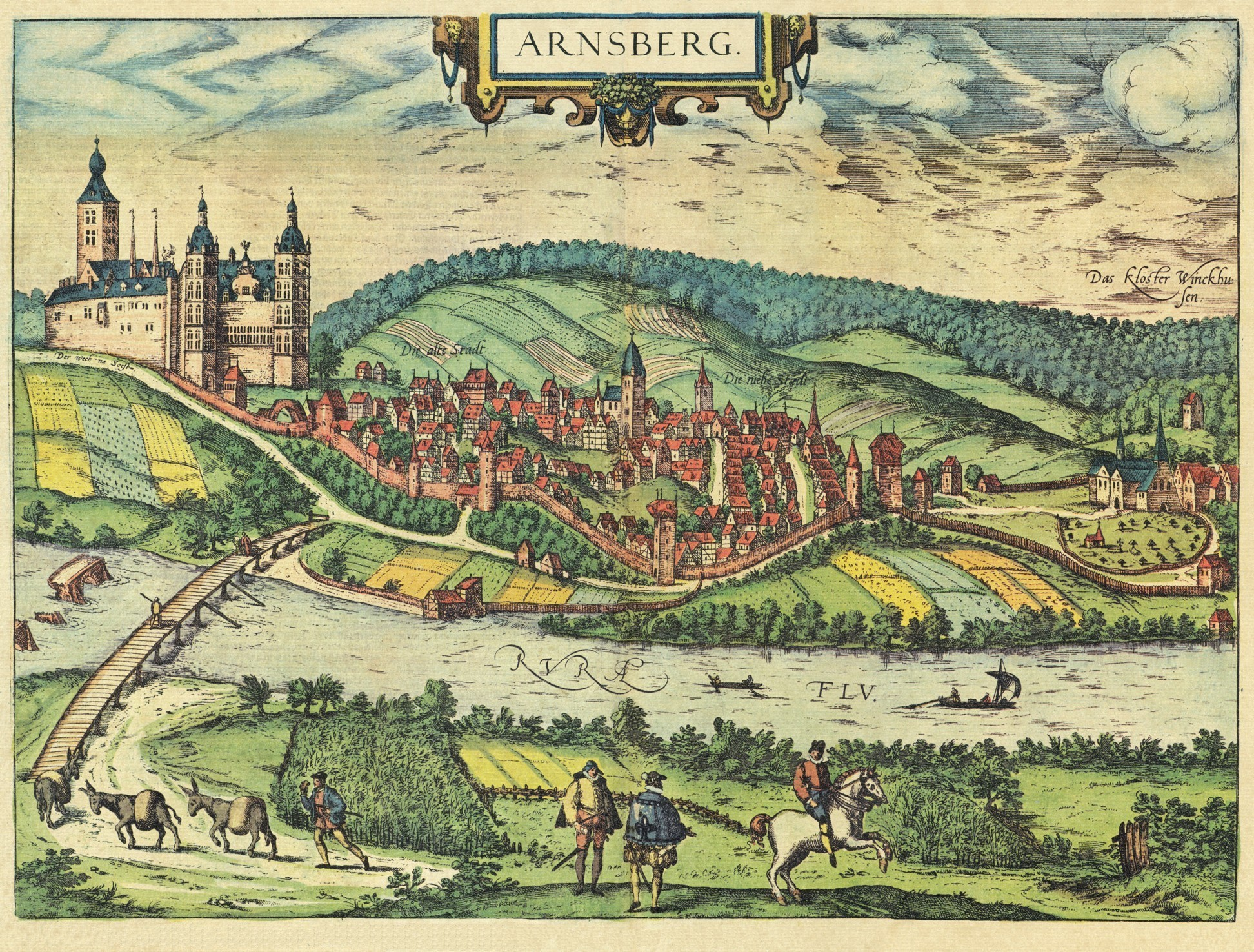
Arnsberg um 1588

Die ökonomische Entwicklung und mit ihr die Stadtentwicklung blieben seit dem Beginn der kurfürstlichen Herrschaft eng begrenzt. Über Jahrhunderte hinweg lag die Einwohnerzahl deutlich unter 2000 Personen. Nachteilig wirkte sich auch ein Stadtbrand im Jahr 1600 aus, der bis auf elf Häuser die gesamte Stadt vernichtete. Dabei ging auch das städtische Archiv verloren. Nach dem Brand wurde das Stadtrecht rekonstruiert. Während des Dreißigjährigen Krieges drohte die Stadt mehrfach eingenommen zu werden. Den ersten vergeblichen Versuch unternahm 1634 der gebürtige Arnsberger Eberhard Beckermann, der zu dieser Zeit in schwedischen Diensten stand. Die Errettung der Stadt wurde nicht zuletzt dem Heiligen Norbert von Xanten zugeschrieben. Zum Dank wird seit 1646 alljährlich eine Norbertusprozession abgehalten. Im Jahr 1643 besetzten kaiserliche Truppen das Schloss und legten der Stadt hohe Kontributionen auf. Als der Kurfürst plante Soldaten in die Stadt zu legen, baten die Bürger ihn darauf zu verzichten, weil die Stadt die Soldaten nicht unterhalten könne und viele Bürger würden die Stadt verlassen. Die Preise für Nahrungsmittel stiegen stark an. Insgesamt nahm die Bevölkerung deutlich ab. Im Jahr 1633 hatte sie noch 1026 Einwohner, im Jahr 1640 waren es noch 810. Neben Kriegsfolgen war auch eine Pestwelle für die Entwicklung verantwortlich. Danach nahm die Bevölkerung wieder zu, hatte aber auch 1685 noch nicht wieder den Stand von 1633 erreicht.
Das Prämonstratenserstift Wedinghausen blieb auch während der frühen Neuzeit ein geistliches Zentrum und erfuhr im Zuge der Gegenreformation eine wieder wachsende Bedeutung. Für die Stadt bedeutend war die Gründung des Gymnasiums Laurentianum im Jahr 1643. Die Stadt selbst dehnte sich nur langsam aus und blieb, von einigen Bauten wie dem Landsberger Hof abgesehen, durch Fachwerkkonstruktionen geprägt.
In der Zeit der Hexenverfolgungen ab 1621 leitete Hexenkommissar Heinrich von Schultheiß die Hexenprozesse in Arnsberg. Dieser war außerdem an der Gründung des Gymnasiums beteiligt. Von den Hexenprozessen war auch der Arnsberger Bürgermeister Henneke von Essen betroffen, der unter der Folter nicht gestand und am 14. August 1631 im Gefängnis starb.
Während der Gegenreformation kam es zur Ansiedlung einer Jesuitenmission.
In den ersten Jahrhunderten der Kurkölner Herrschaft blieb auch die Residenzfunktion relativ schwach ausgeprägt. Das änderte sich erst, als am Ende des 16. Jahrhunderts die Burg in mehreren Bauabschnitten in ein repräsentatives Schloss umgewandelt wurde. Dieses wurde während des Siebenjährigen Krieges im Jahr 1762 durch Kanonenbeschuss zerstört und ist seither eine Ruine. Auch die Stadt selber wurde dabei weitgehend zerstört. Damit endete auch die kurze Hochzeit als Residenzstadt wieder, wenngleich Arnsberg weiterhin politisches Zentrum des Herzogtums Westfalen blieb. In diesem Zusammenhang wurde 1784 ein Zuchthaus aus den Steinen des zerstörten Schlosses erbaut. Im Jahr 1799 wurden durch Brand erneut Teile der Stadt in Mitleidenschaft gezogen. Ein Plan zum Wiederaufbau sah danach eine geänderte Bebauung vor. An die Stelle der engen Gassen traten breitere Straßen.

### 19. Jahrhundert

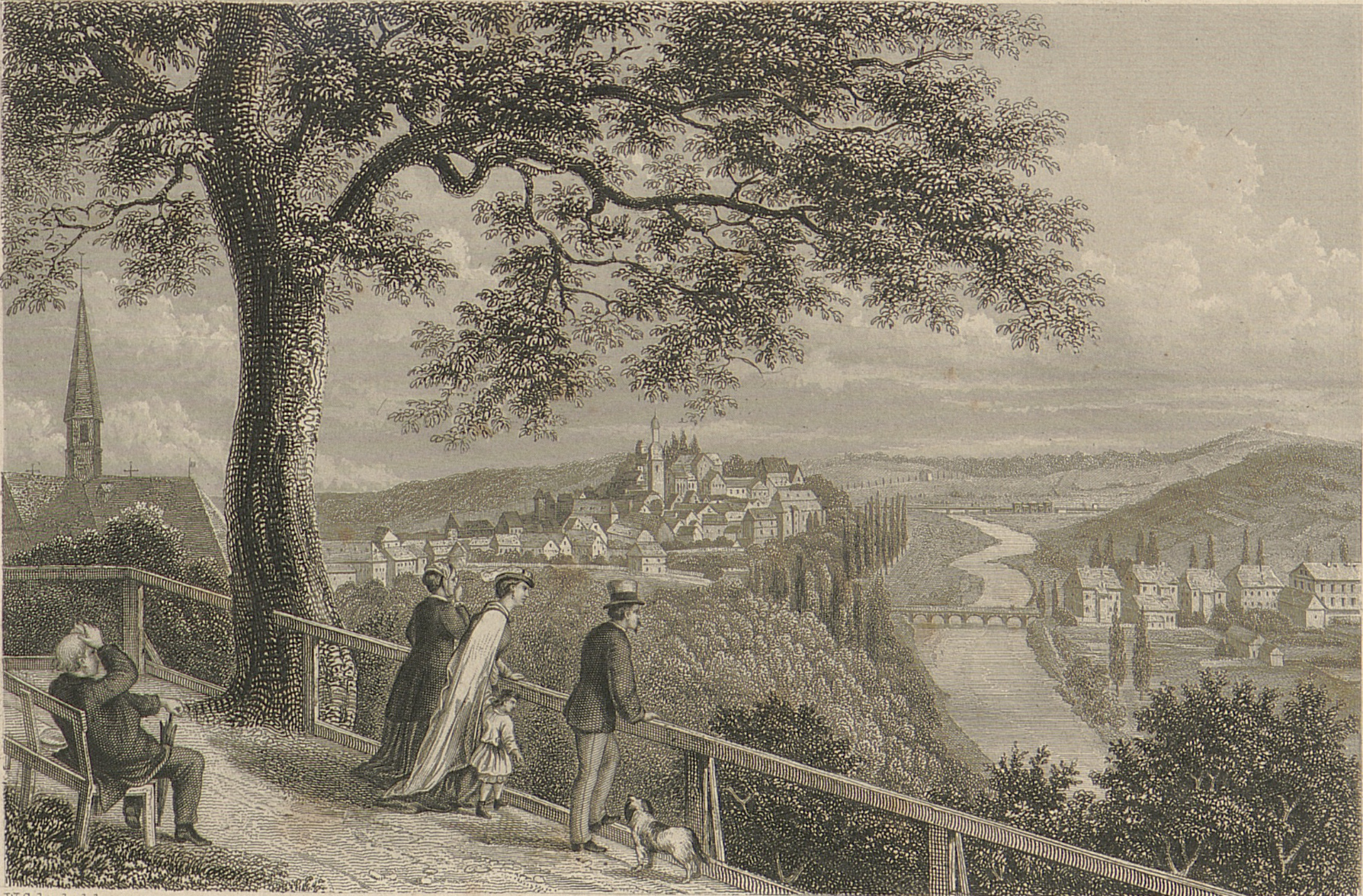
Arnsberg um 1872

Im Jahr 1794 wurde Arnsberg Zufluchtsort des vor den Truppen der französischen Republik auf die rechtsrheinische Seite geflohenen Kölner Domkapitels. Auch Teile des Kölner Domschatzes, insbesondere der Dreikönigenschrein, wurden bis 1804 im Kloster Wedinghausen aufbewahrt. Das Domkapitel wählte dort 1801 den österreichischen Erzherzog Anton-Viktor zum neuen Erzbischof und letzten Kurfürsten. Politisch spielte diese Wahl aber schon keine Rolle mehr. Im Zuge der Auflösung des Alten Reiches und des Endes der geistlichen Staaten (→ Säkularisation) fiel das Herzogtum Westfalen mit der Stadt Arnsberg im Jahr 1802 an die Landgrafschaft Hessen-Darmstadt. In dieser Zeit war Arnsberg Garnisons- und Regierungsstadt. Zusammen mit dem ehemaligen Herzogtum Westfalen fiel die Stadt dann 1816 nach der napoleonischen Epoche und dem Wiener Kongress an Preußen. Seither gehörte sie zur Provinz Westfalen. Sie wurde Kreisstadt und Sitz des Regierungspräsidenten von Arnsberg. Bereits in der hessen-darmstädtischen Zeit begann eine deutliche Zunahme der Bevölkerung. Dies machte eine Ausweitung des Stadtgebiets nötig. In dieser Zeit begann die Bebauung der heutigen Jäger- und Bergstraße. Dadurch entstanden etwa 32 neue Häuser.

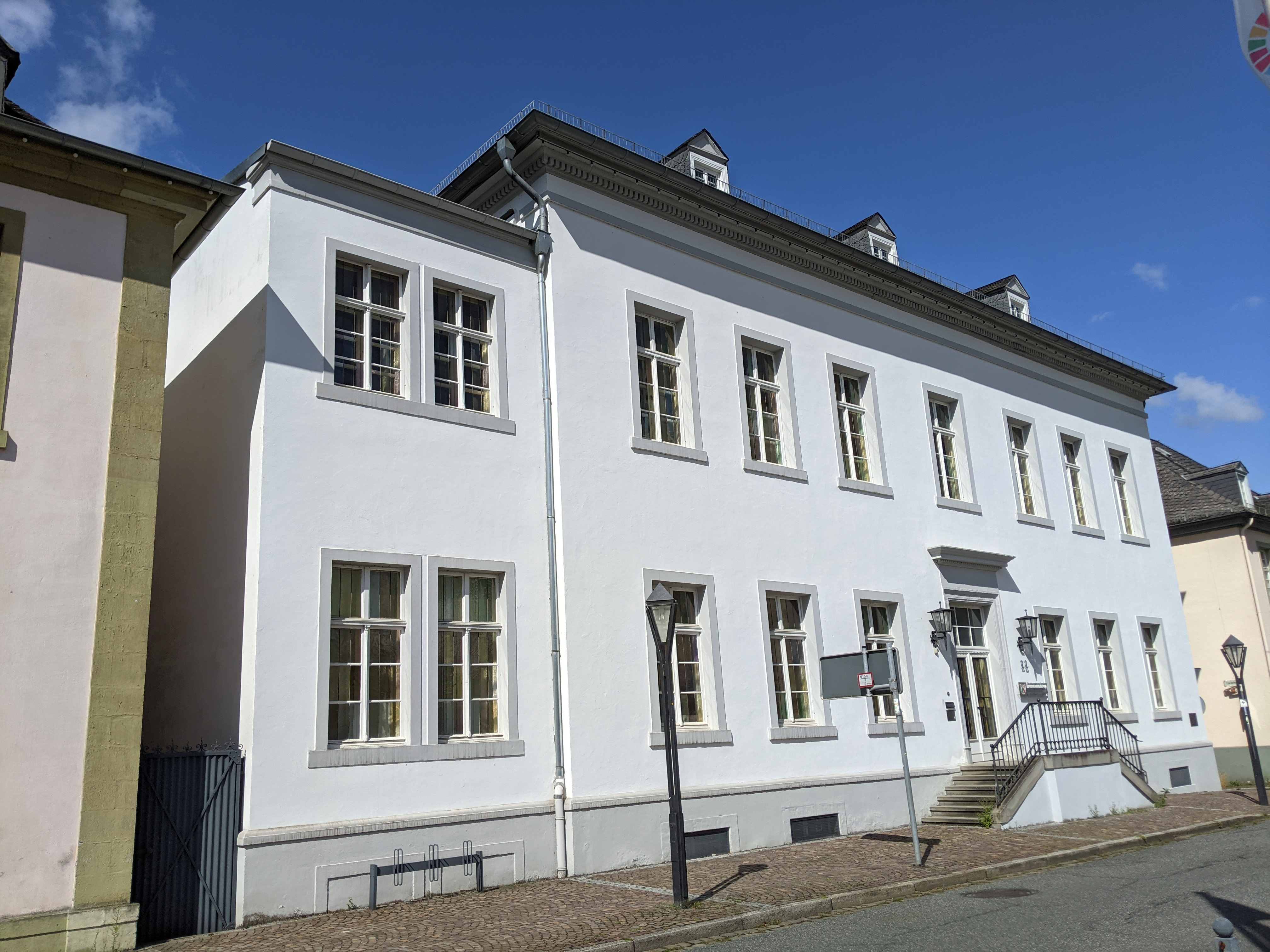
Haus der Casino-Gesellschaft, Rathaus von 1945 bis 1974

Im Zusammenhang mit dem Zuzug preußischer Beamter entstand auf der Grundlage der älteren Planungen in der ersten Hälfte des 19. Jahrhunderts ein gänzlich neuer Stadtteil im Stile des an Schinkel orientierten preußischen Klassizismus. Dazu gehörte neben einer protestantischen Kirche ein Casino als Treffpunkt der neuen städtischen Elite. Insgesamt entstanden zwischen 1817 und 1830 zwischen dem Kloster Wedinghausen und der älteren Stadt 75 neue Wohngebäude. Die Altstadt wurde im Jahr 1847 erneut von einem Großbrand stark zerstört und anschließend wieder aufgebaut. In einem weiteren Ausbauabschnitt überschritt die Stadt noch in der ersten Hälfte des 19. Jahrhunderts die Ruhr und um das Landgericht herum wurde eine weitere Stadterweiterung angelegt.
Ohne eine nennenswerte Industrieentwicklung blieb das weitere Bevölkerungswachstum allerdings begrenzt. Die Stadt war eine Verwaltungs- und Beamtenstadt. Ein gewisser Wandel erfolgte mit dem Anschluss an das Eisenbahnnetz, als in Arnsberg eine Eisenbahnhauptwerkstätte zur Reparatur von Lokomotiven und Waggons errichtet wurde. Mit mehreren hundert Beschäftigten war sie lange Zeit der größte Betrieb der Stadt und beschäftigte auch Facharbeiter. Die damit verbundene Zuwanderung führte zu weiteren Stadterweiterungen und Bauten. Einen ähnlichen Effekt hatte nach der Wende zum 20. Jahrhundert die Gründung der Ruhrwerke (heute Reno De Medici / RDM).
Das politische Verhalten in der Stadt Arnsberg (vor der kommunalen Neugliederung) wurde im 19. Jahrhundert stark vom sozialen und konfessionellen Gegensatz von katholischen, meist klein- oder unterbürgerlichen Einheimischen auf der einen Seite und der zugewanderten, vielfach protestantischen Elite der höheren preußischen Beamten auf der anderen Seite beeinflusst.

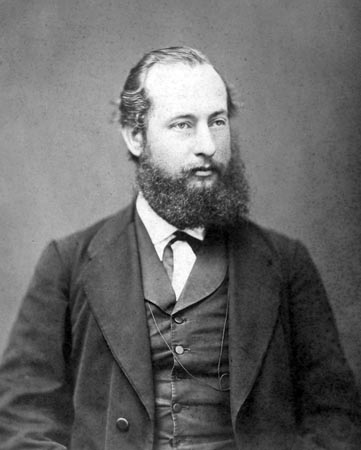
Wilhelm Hasenclever

Erste Konflikte zwischen beiden Lagern lassen sich bereits im Vormärz nachweisen. Während der Revolution von 1848/1849 standen die katholischen Einheimischen der unteren Schichten (neben der protestantischen Jugend) zu einem Großteil auf Seiten der Demokraten. Die Gebildeten und staatsnahen Gruppen waren konservativ oder vertraten einen gemäßigten Liberalismus.
In der zweiten Hälfte des 19. Jahrhunderts und insbesondere seit dem Kulturkampf ging die überwiegende Zahl der katholischen Einwohner zum politischen Katholizismus (Deutsche Zentrumspartei) über. Dagegen stimmte das protestantische Bürgertum je nach Situation entweder für die Liberalen oder Konservativen. Auch wenn einer der bedeutendsten frühen Sozialdemokraten, Wilhelm Hasenclever, in Arnsberg geboren wurde, konnte hier die SPD bis zum Ende des Kaiserreichs nicht Fuß fassen. Gründe waren u. a. die antisozialdemokratische Haltung der Eisenbahnverwaltung, der relativ geringe Industrialisierungsgrad und die enge Verflechtung der katholischen Arbeiter ins katholische Milieu. Im Jahr 1905 beteiligte sich die Stadt Arnsberg und später auch Neheim-Hüsten an der AG Ruhr-Lippe-Eisenbahnen.

### 20. Jahrhundert
Erst im Zuge der Novemberrevolution von 1918/1919 konnte sich auch ein sozialistisches Lager etablieren, das sich während der Krisenjahre der Weimarer Republik in Anhänger der SPD und der KPD spaltete. Zusammengenommen war es im Vergleich mit anderen Sauerländer Gemeinden gerade angesichts der Wirtschafts- und Sozialstruktur erstaunlich stark. Diese Entwicklung ging in starkem Maße zu Lasten der Zentrumspartei.
Hatten politische und soziale Konflikte während des Kaiserreichs kaum eine Rolle gespielt, änderte sich dies nach 1918. In den ersten Jahren nach dem Krieg kam es hier, wie auch in Neheim, zu Teuerungsunruhen und ersten Streiks. Außerdem trafen etwa nach der Ermordung von Walther Rathenau die politischen Lager der Republikaner und der Antirepublikaner handgreiflich aufeinander.
Im Vergleich zu anderen Gemeinden des Sauerlandes zeigten sich in Arnsberg früh Ansätze und bald auch kommunalpolitische Erfolge der extremen Rechten, die sich seit Mitte der 1920er Jahre in der NSDAP sammelten. Diese Gruppierung profitierte zwar teilweise von der nachlassenden Bindefähigkeit des katholischen und des sozialistischen Lagers. Besonders förderlich war aber der Zusammenbruch des von den relativ zahlreichen Protestanten getragenen bürgerlichen Lagers.
Eine besondere Belastung, die zur Radikalisierung des politischen Lebens beitrug, war die Schließung der Eisenbahnhauptwerkstätte im Jahr 1926. In der Folge war Arnsberg für einige Jahre die einzige Stadt in Westfalen mit einer abnehmenden Bevölkerung.

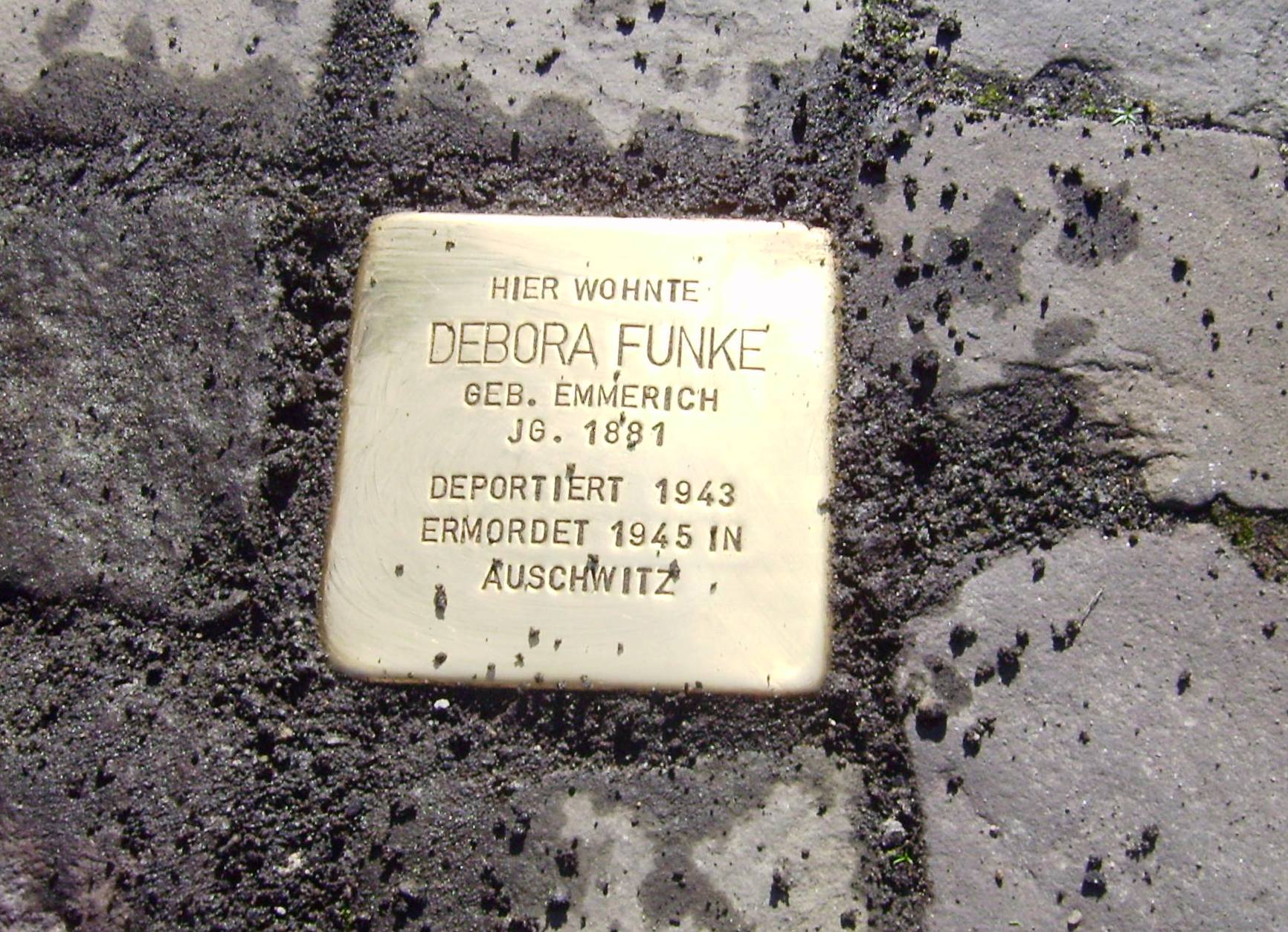
Stolperstein vor dem Haus Steinweg 12.

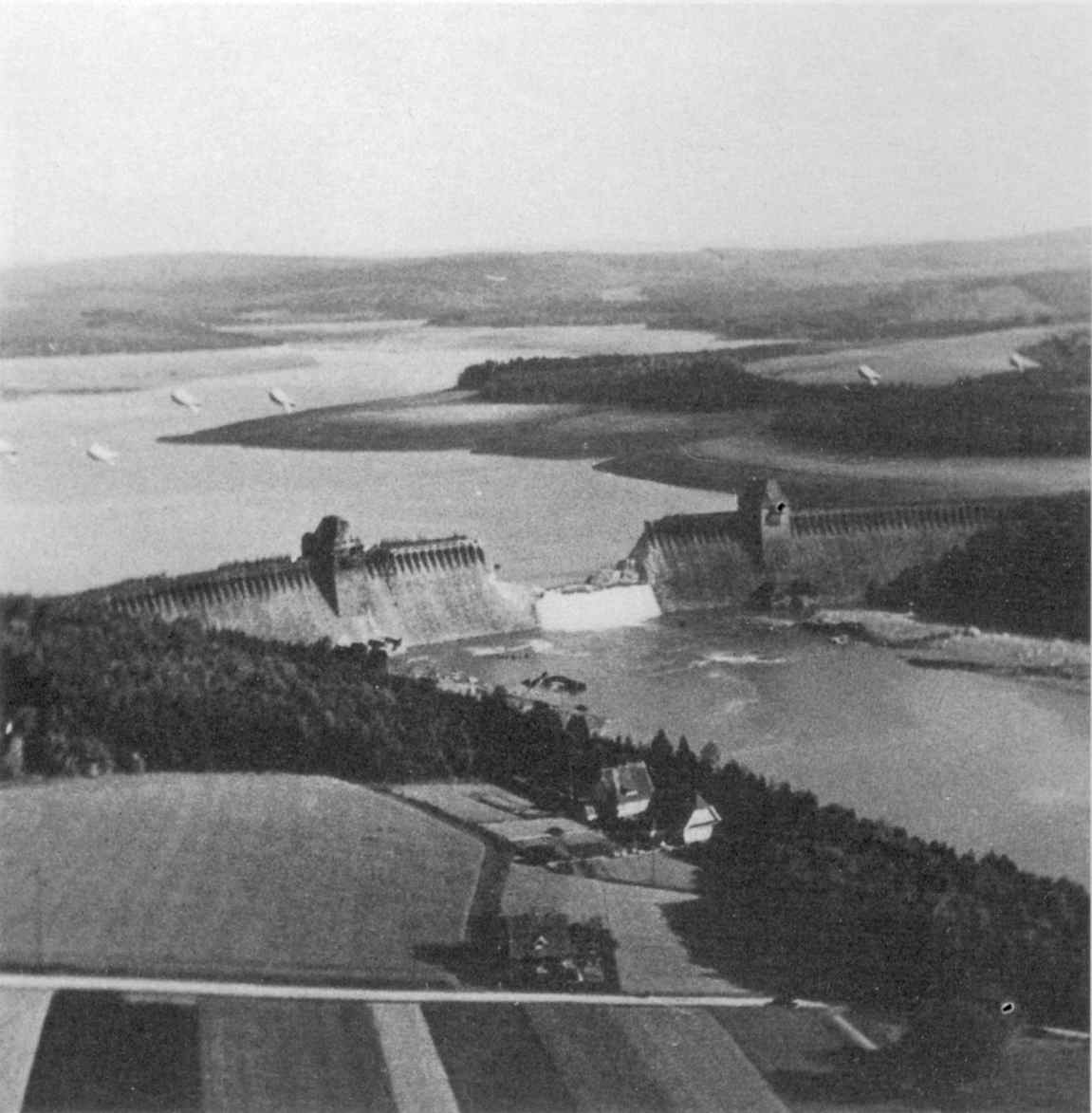
Die zerstörte Staumauer der Möhnetalsperre, Mai 1943.

Nach der nationalsozialistischen Machtergreifung wurden zahlreiche Beamte von Zentrum und SPD in den verschiedenen Behörden von ihren Posten entfernt und durch willfährige Mitglieder der NSDAP ersetzt. Wie in ganz Deutschland waren Regimegegner und vor allem die jüdische Bevölkerung den Repressalien der neuen Machthaber ausgesetzt. Teilweise freiwillig oder durch Zwang wurde die lokale Gesellschaft gleichgeschaltet. In den 1930er-Jahren wurde Arnsberg Garnisonsstadt. In einem ehemaligen Lager des Reichsarbeitsdienstes wurde während des Krieges ein Kriegsgefangenenlager eingerichtet.
Während des Zweiten Weltkrieges wurde Arnsberg vom 15. September 1940 bis zum April 1945 wiederholt durch Bomber und später auch durch Jagdbomber im Tiefflug angegriffen. Als am 17. Mai 1943 nach dem Bombenangriff der Royal Air Force (RAF) auf die Möhnetalsperre (→ Operation Chastise) deren Staumauer brach, kam es im Möhnetal zu einer Flutwelle (→ Möhnekatastrophe) von bis zu 12 Metern Höhe. Die Flut zerstörte viele Gebäude in Neheim, wo es auch zu Opfern unter der Zivilbevölkerung kam. Besonders zahlreich waren die Toten im Zwangsarbeiterlager Möhnewiesen. Im Frühjahr 1945 war Hauptziel im Stadtgebiet das Arnsberger Eisenbahnviadukt, welches vom 9. Februar bis 19. März 1945 sieben Mal angegriffen wurde. In den Berichten US Strategic Bombing Surveys (USSBS, Bestandsaufnahmen der strategischen Bombardierung) vom 10. Oktober 1945 sind unter dem Punkt Railway Viaduct at Arnsberg Germany 1818 Bomben auf das Viadukt erwähnt. Am 19. März wurde das Viadukt mit nur 18 Bomben zerstört. Dabei warfen britische Avro-Lancaster-Bomber neben sechs „Grand Slam“-Bomben, mit 10 Tonnen der größte und schwerste bisher im Krieg eingesetzte Bombentyp, weitere zwölf je 5,4 Tonnen schwere „Tallboys“ ab. Zwischen dem 10. und 12. April 1945 besetzte die United States Army fast kampflos das Stadtgebiet.
Nach dem Zweiten Weltkrieg wuchs die Stadt weiter. Teilweise entstanden aus ehemaligen Flüchtlingslagern (Gierskämpen) oder Siedlungsgebieten (Schreppenberg) neue Stadtviertel mit einem eigenständigen Charakter. Arnsberg und Neheim wurden während des Kalten Krieges Standorte der Belgischen Streitkräfte in Deutschland, u. a. der 4e Régiment de Chasseurs à Cheval, die im Quartier Reigersvliet, der ehemaligen Jägerkaserne, untergebracht waren. Neben den Garnisonsbauten entstanden Wohnsiedlungen für die Soldatenfamilien. Nach der politischen Wende wurden die Truppen abgezogen und nach einer Zeit des Leerstandes die Militäranlagen überwiegend abgerissen; an deren Stelle trat eine Wohnbebauung.
Das Sauerland/Paderborn-Gesetz brachte 1975 der Zusammenschluss mit der Stadt Neheim-Hüsten und weiterer umliegender Orte.

### Religionen

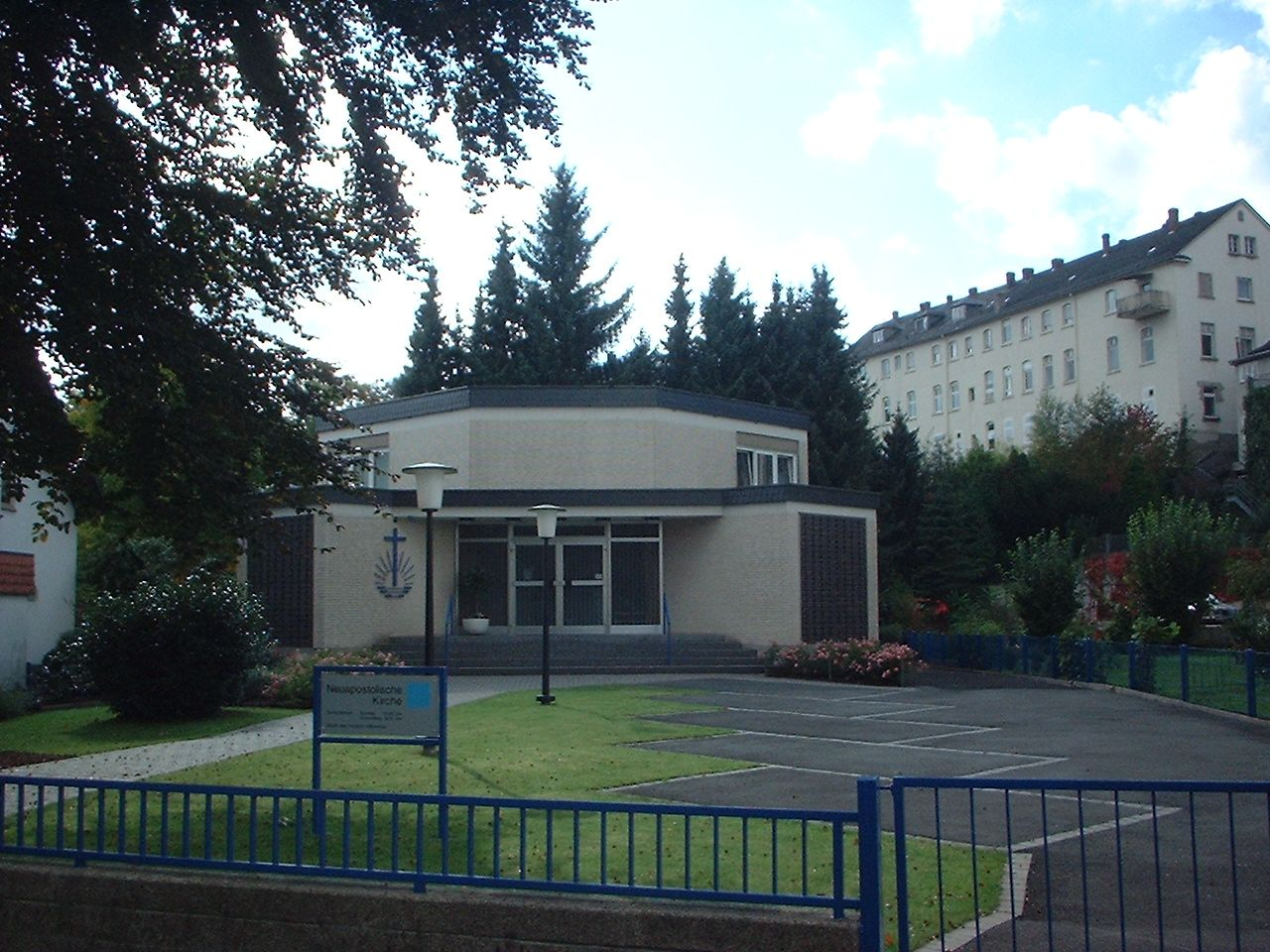
Neuapostolische Kirche in Arnsberg

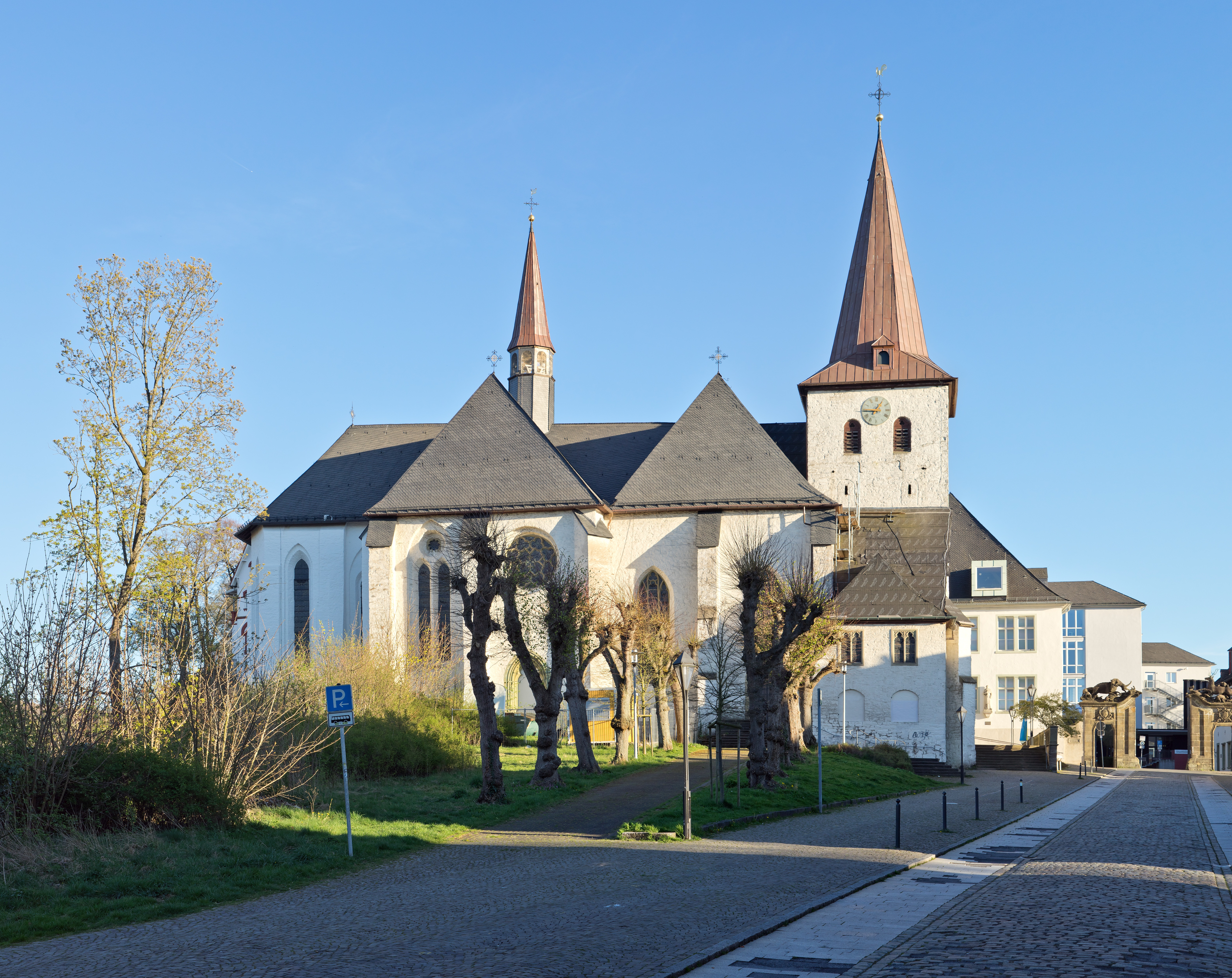
Propsteikirche (ehemalige Klosterkirche Wedinghausen)

Bis zum Ende des Herzogtums Westfalen war die Ansiedlung von nichtkatholischen Einwohnern nur in Ausnahmefällen möglich. Erst mit der Übernahme des Gebietes zuerst durch die Hessen und später durch Preußen kamen in nennenswertem Umfang auch Protestanten und jüdische Einwohner hinzu. Die Synagoge Arnsberg, die Synagoge Hüsten und die Neheimer Synagoge bestanden bis zur Reichspogromnacht 1938. Die Zahl der Protestanten nahm zunächst in der Regierungsstadt Arnsberg mit ihren zahlreichen zugewanderten Beamten aus den evangelischen Gebieten der neuen Landesherren in den ersten Jahrzehnten des 19. Jahrhunderts stark zu.
Etwas später wuchs auch in den dynamischen Industrieorten wie Neheim, Hüsten oder Oeventrop die Zahl der nichtkatholischen Einwohner. Freilich dominierte auch in diesen Gemeinden weiterhin die katholische Konfession. In Arnsberg lebten 1912 neben 82 Prozent Katholiken fast 17 Prozent Protestanten. In Neheim zählte man etwas mehr als 87 Prozent Katholiken und fast 12 Prozent Protestanten, in Hüsten gab es 90 Prozent Katholiken und knapp 8 Prozent Protestanten. In anderen Orten ohne größere Zuwanderung wie Voßwinkel gab es 1912 noch immer ausschließlich Katholiken. Im Jahr 1902 wurde in Oeventrop die theologische Lehranstalt und Missionseinrichtung Kloster Oeventrop gegründet. Diese bestand als solche bis 1969.
Diese Konfessionsstruktur änderte sich erst nach dem Zweiten Weltkrieg in nennenswerter Weise, als auch in kleineren Orten Flüchtlinge und Vertriebene zuwanderten.
Während sich im Mai 1987 noch 92,2 Prozent der damals 74 091 Einwohner zu einer der beiden sogenannten öffentlich-rechtlichen Religionen bekannten, waren es Ende Dezember 2013 nur noch 79,2 Prozent. 20,8 Prozent waren konfessionslos oder gehörten andere Religionen an.
In den einzelnen Ortsteilen gab es jeweils eine katholische Gemeinde. In den größeren Orten kam es nach dem Zweiten Weltkrieg wegen des Bevölkerungsanstiegs zur Gründung neuer Gemeinden. Protestantische Gemeinden entstanden in Arnsberg und Neheim bereits im 19. Jahrhundert, Hüsten und Oeventrop folgten später. 1975 wurde wegen des Bevölkerungszuwachses die Norbertuskirche gebaut.
In Arnsberg gibt es drei Moscheen. Die Al-Rahma-Moschee, die Yeni-Moschee und die Ahl-Sunna-Moschee befinden sich in Neheim bzw. Hüsten. Die Yeni-Moschee wurde 1977 gegründet und ist damit eine der ersten muslimischen Gemeinschaften im Gebiet des Hochsauerlandkreises. Sie gehört der Türkisch-Islamische Union der Anstalt für Religion an. Die Al-Rahma-Moschee wurde im Jahr 2000 gegründet und wird von einem islamisch-arabischen Verein betrieben. Die Ahl-Sunna-Moschee existiert seit 2002 und wird von einem marokkanischen Kulturverein betrieben. Nachdem diese bisher in einer alten Turnhalle untergebracht war, baut die Gemeinde mit eignen Mitteln am Berliner Platz eine neue Moschee mit angedeutetem Minarett.
Jüdische Gemeinden mit Synagogen, Schulen, Friedhöfen und anderen Einrichtungen bestanden seit dem 19. Jahrhundert in Arnsberg und Neheim. Infolge der von den Nationalsozialisten ausgelösten Judenverfolgung und des Holocaust kam es faktisch zum Ende des jüdischen Lebens. In Arnsberg existiert heute noch der jüdische Friedhof. In Neheim wurde 1985 die ehemalige Synagoge von privaten Investoren restauriert. Heute wieder sichtbar sind die originale Farbgestaltung und die teils deutschen, teils hebräischen Bibelzitate. Seit 2001 befindet sich die Synagoge im Eigentum des Neheimer Jägervereins. An die jüdischen Opfer des Holocaust erinnern Gedenktafeln und Stolpersteine.

### Eingemeindungen
Bereits am 26. Juli 1860 wurde ein Teil der Gemeinde Müschede nach Arnsberg umgegliedert.
Im Zuge der kommunalen Neugliederung in Nordrhein-Westfalen wurden am 1. Januar 1975 die Städte Arnsberg und Neheim-Hüsten sowie die Gemeinden Bachum, Breitenbruch, Bruchhausen (Ruhr), Herdringen, Holzen, Müschede, Niedereimer, Oeventrop (Sauerland), Rumbeck, Uentrop, Voßwinkel und Wennigloh zur jetzigen Stadt Arnsberg vereinigt. Außerdem verlor die Stadt Arnsberg ihre Funktion als Kreisstadt (§ 26)

### Einwohnerentwicklung

#### Bevölkerungsentwicklung von Arnsberg

Einwohnerentwicklung von Arnsberg von 1802 bis 2016 nach nebenstehender Tabelle

Arnsberg hatte im Mittelalter und in der frühen Neuzeit nur wenige hundert Einwohner. Die Bevölkerung wuchs nur langsam und ging durch die zahlreichen Kriege, Seuchen und Hungersnöte immer wieder zurück. So starben beim Ausbruch der Pest 1472 und 1635/36 sowie während des Dreißigjährigen Krieges (1618–1648) zahlreiche Bewohner. Erst mit der Industrialisierung im 20. Jahrhundert beschleunigte sich das Bevölkerungswachstum. Lebten 1900 erst 8500 Menschen in dem Ort, so waren es 1965 bereits 23.000.

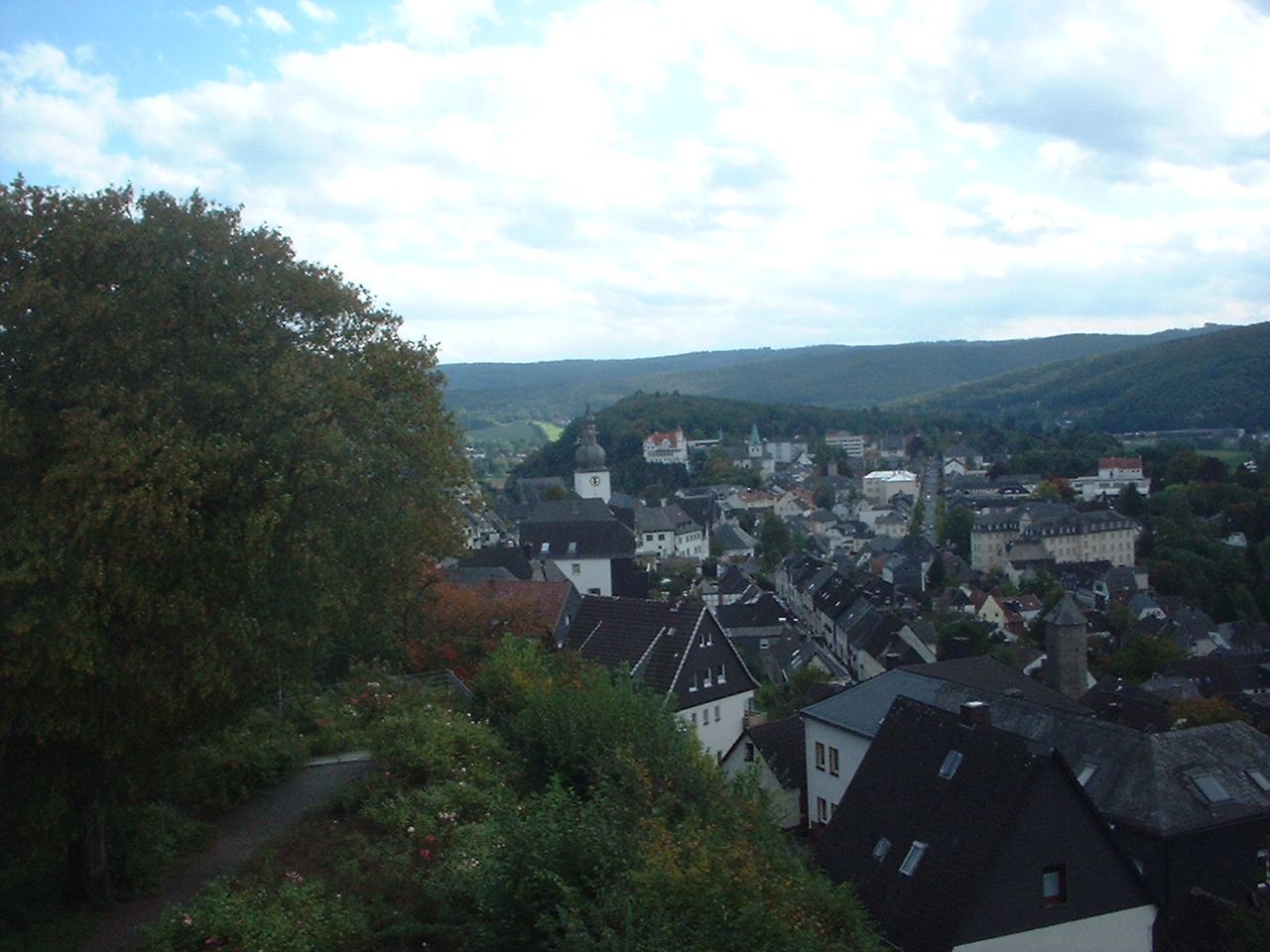
Blick vom Schlossberg auf Altstadt Arnsberg

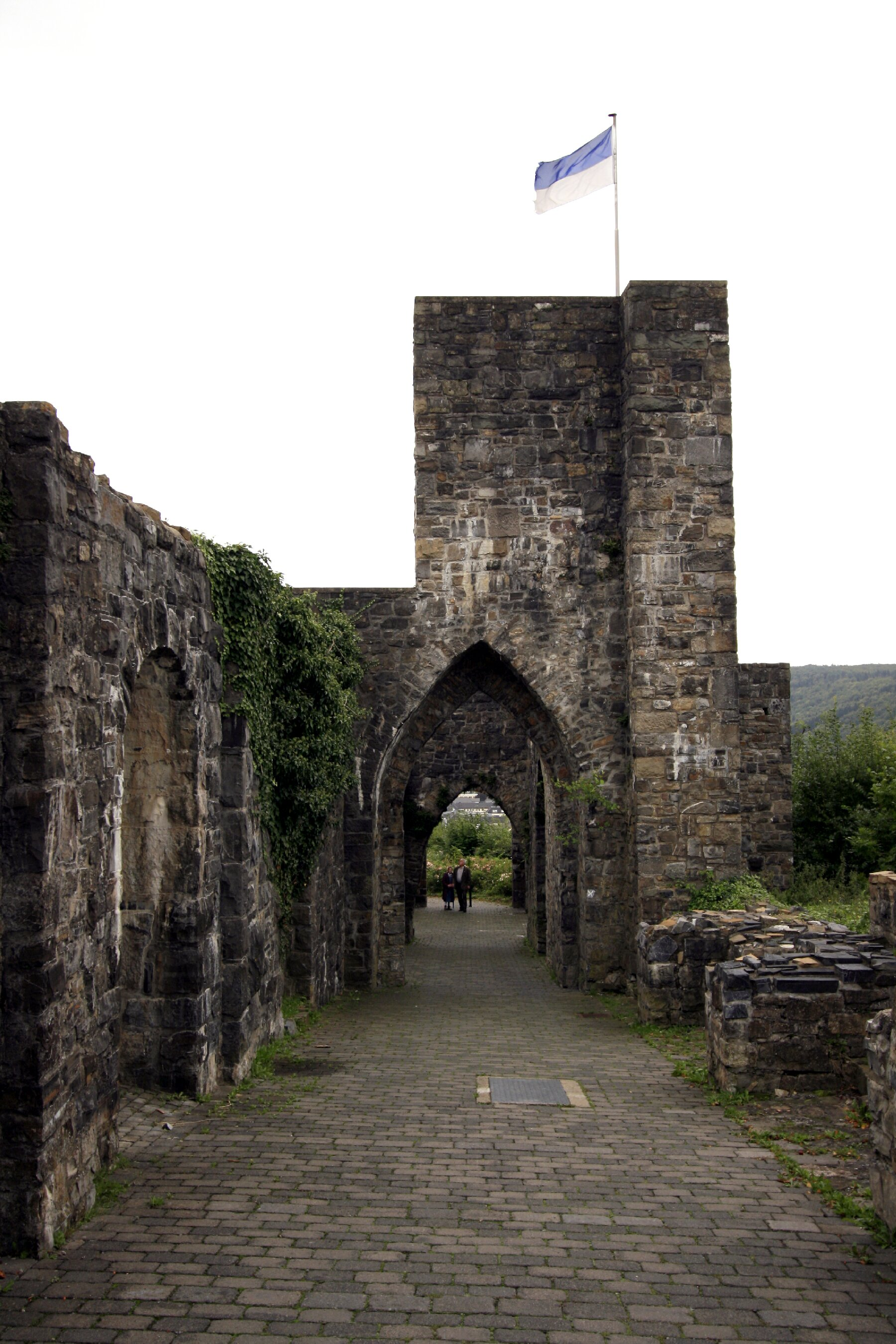
Ruine auf dem Schlossberg mit fälschlicherweise gotisch rekonstruiertem Torbogen

Am 1. Januar 1975 kam es zum Zusammenschluss der Städte Arnsberg (22.112 Einwohner 1974) und Neheim-Hüsten (35.535 Einwohner 1974) sowie von zwölf Landgemeinden zur neuen Stadt Arnsberg mit 81.049 Einwohnern – historischer Höchststand. Seit 1976 liegt die Bevölkerungszahl unter der Grenze von 80.000. Am 30. Juni 2005 betrug die amtliche Einwohnerzahl für Arnsberg nach Fortschreibung des Landesamtes für Datenverarbeitung und Statistik Nordrhein-Westfalen 76.303 (nur Hauptwohnsitze und nach Abgleich mit den anderen Landesämtern).
Die folgende Übersicht zeigt die Einwohnerzahlen von Arnsberg nach dem jeweiligen Gebietsstand. Bis 1835 handelt es sich meist um Schätzungen, danach um Volkszählungsergebnisse (¹) oder amtliche Fortschreibungen des Statistischen Landesamtes. Die Angaben beziehen sich ab 1871 auf die ortsanwesende Bevölkerung, ab 1925 auf die Wohnbevölkerung und seit 1987 auf die Bevölkerung am Ort der Hauptwohnung. Vor 1871 wurde die Einwohnerzahl nach uneinheitlichen Erhebungsverfahren ermittelt.
| Jahr                 | Einwohner |
| -------------------- | --------- |
| 1802                 | 01.843    |
| 1808                 | 02.415    |
| 1816                 | 02.590    |
| 1825                 | 03.130    |
| 1835                 | 03.711    |
| 1. Dezember 1840 ¹   | 04.170    |
| 3. Dezember 1843 ¹   | 04.295    |
| 3. Dezember 1855 ¹   | 04.612    |
| 1. Dezember 1871 ¹   | 04.784    |
| 1. Dezember 1875 ¹   | 05.500    |
| 1. Dezember 1885 ¹   | 06.733    |
| 1. Dezember 1890 ¹   | 07.400    |
| 2. Dezember 1895 ¹   | 07.786    |
| 1. Dezember 1900 ¹   | 08.500    |
| 1. Dezember 1905 ¹   | 09.195    |
| 1. Dezember 1910 ¹   | 10.247    |
| 1. Dezember 1916 ¹   | 09.416    |
| 5. Dezember 1917 ¹   | 09.608    |
| 8. Oktober 1919 ¹    | 11.181    |
| 16. Juni 1925 ¹      | 11.697    |
| 16. Juni 1933 ¹      | 12.079    |
| 17. Mai 1939 ¹       | 14.683    |
| 29. Oktober 1946 ¹   | 16.675    |
| 13. September 1950 ¹ | 18.884    |

| Jahr                 | Einwohner |
| -------------------- | --------- |
| 25. September 1956 ¹ | 20.420    |
| 6. Juni 1961 ¹       | 21.305    |
| 31. Dezember 1965    | 23.369    |
| 27. Mai 1970 ¹       | 22.386    |
| 30. Juni 1974        | 22.219    |
| 31. Dezember 1975    | 80.287    |
| 31. Dezember 1980    | 78.056    |
| 31. Dezember 1985    | 74.970    |
| 25. Mai 1987 ¹       | 74.091    |
| 31. Dezember 1990    | 75.864    |
| 31. Dezember 1995    | 78.972    |
| 31. Dezember 2000    | 77.473    |
| 31. Dezember 2005    | 76.427    |
| 31. Dezember 2010    | 74.227    |
| 31. Dezember 2015    | 73.784    |
| 31. Dezember 2016    | 73.990    |
| 31. Dezember 2017    | 73.814    |
| 31. Dezember 2022    | 74.323    |

¹ Volkszählungsergebnis

#### Orte im Gebiet der heutigen Stadt Arnsberg 1871–1974

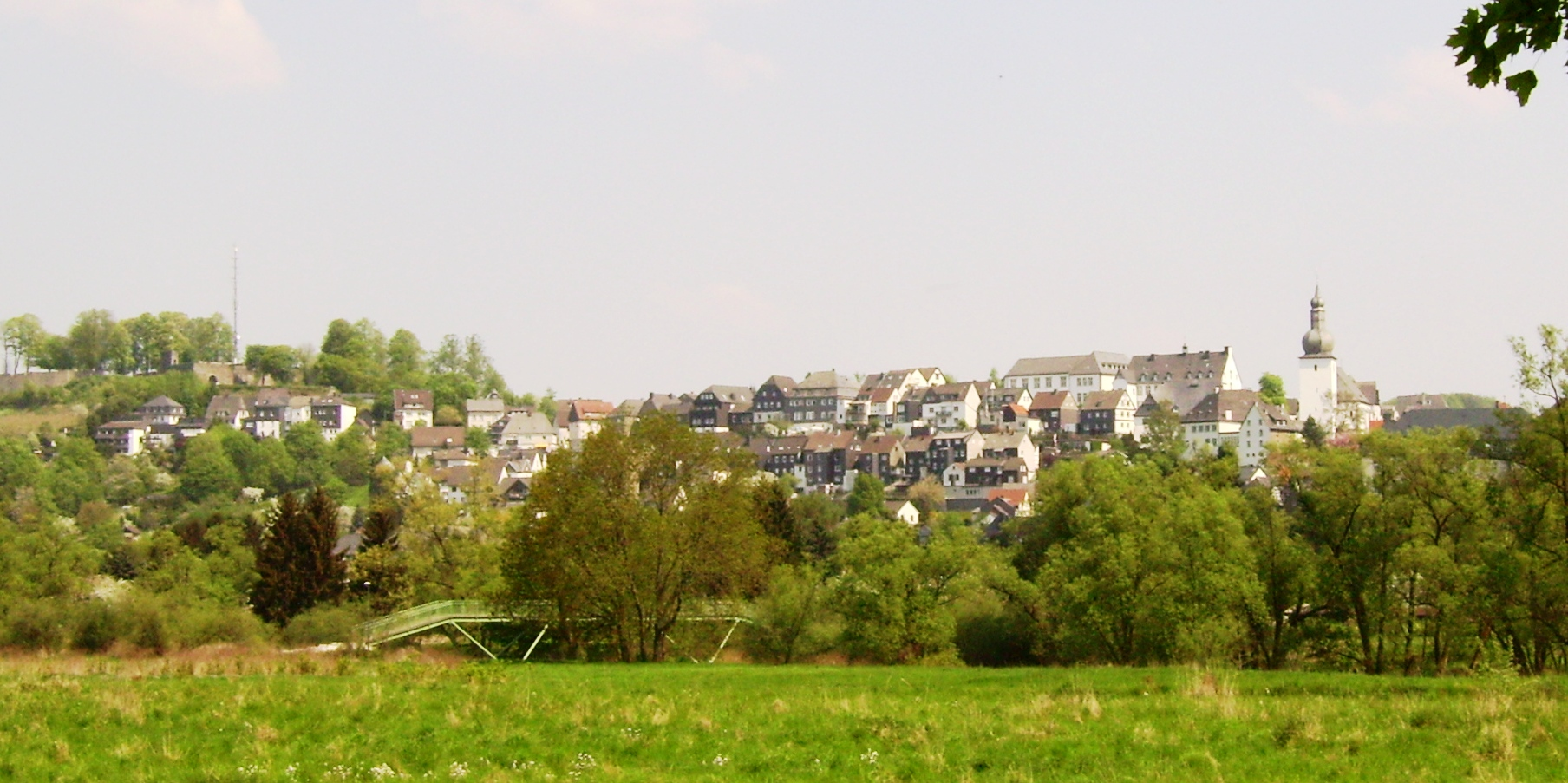
Panorama Arnsbergs von Westen

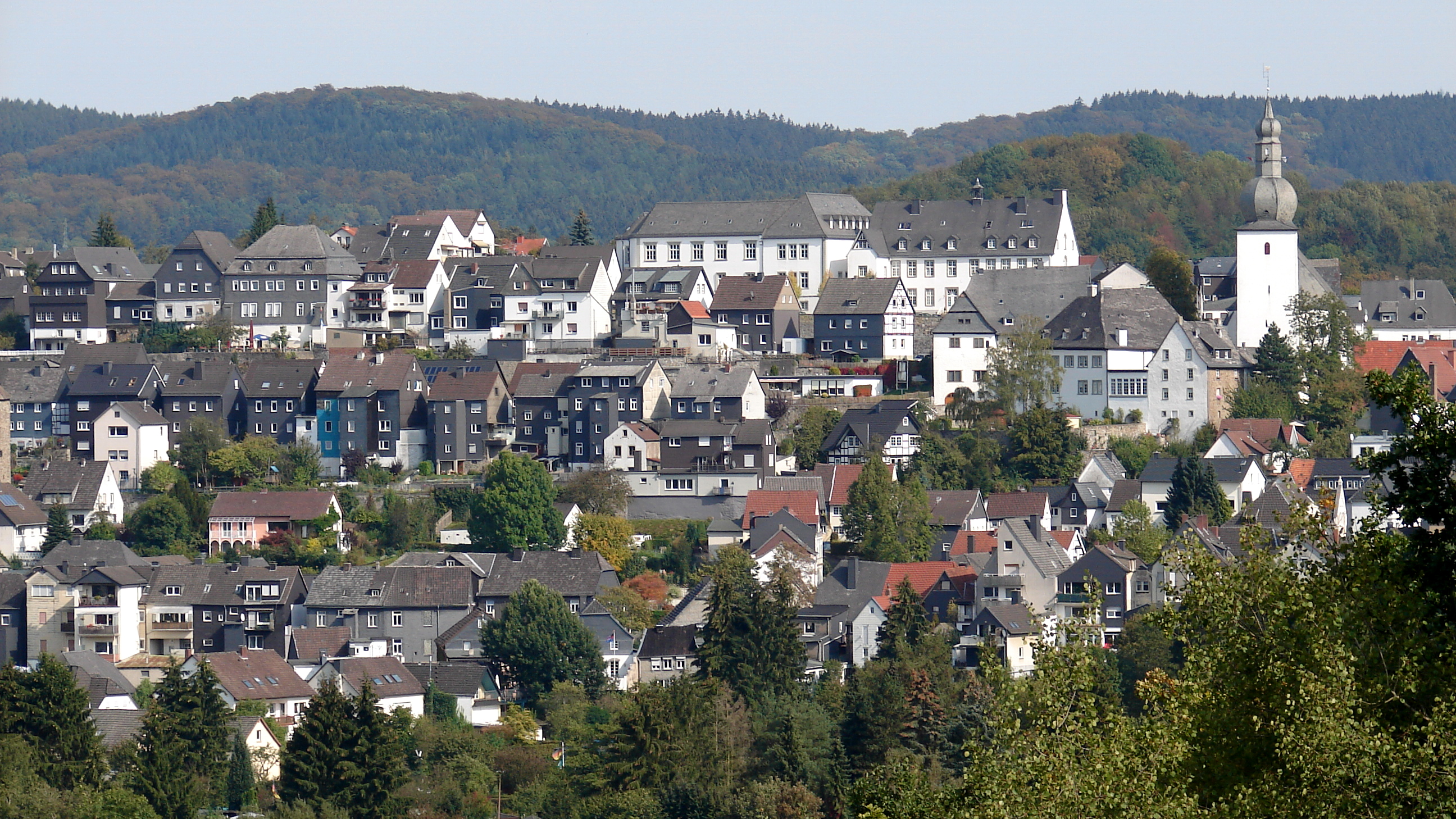
Altstadt von Arnsberg

Die demografische Entwicklung der Gemeinden und Städte im Gebiet der heutigen Stadt Arnsberg hing im 19. und frühen 20. Jahrhundert vor allem von den nichtlandwirtschaftlichen Erwerbsmöglichkeiten ab. Neben der Behördenentwicklung in der alten Stadt Arnsberg spielten dabei vor allem die gewerblichen Betriebe eine entscheidende Rolle. Vor allem in Neheim und Hüsten sorgte die industrielle Entwicklung während des Kaiserreichs für erhebliche Zuwanderungsbewegungen.
In etwas geringerem Umfang gilt dies auch für kleinere Industriegemeinden wie Oeventrop. Auch in Orten, in denen die Möglichkeit zu Pendelarbeit bestand (wie etwa Herdringen), nahm die Bevölkerung zu. Wo diese Möglichkeit (wie etwa in Niedereimer) nur eingeschränkt bestand, blieb die Bevölkerungsentwicklung begrenzt. Insgesamt aber gehörte der Bereich der heutigen Stadt Arnsberg (dank der dortigen industriellen Entwicklung) zu den Gebieten mit einer für das (katholische) Sauerland vergleichsweise starken Zunahme der Bevölkerungszahlen.
| Jahr | Arnsberg | Bruch- hausen | Herdringen | Müschede | Hüsten | Neheim | Neheim- Hüsten | Niedereimer | Oeventrop |
| ---- | -------- | ------------- | ---------- | -------- | ------ | ------ | -------------- | ----------- | --------- |
| 1871 | 04.784   | 0.288         | 0.573      | 0.434    | 1.578  | 02.947 | –              | 0.252       | k. A.     |
| 1885 | 06.733   | 0.326         | 0.619      | 0.501    | 2.584  | 04.910 | –              | 0.325       | 0.787     |
| 1895 | 07.786   | 0.590         | 0.766      | 0.611    | 3.875  | 07.454 | –              | 0.387       | 1.015     |
| 1905 | 09.195   | 0.782         | 0.802      | 0.641    | 5.086  | 10.074 | –              | 0.441       | 1.454     |
| 1925 | 11.791   | 0.964         | 0.922      | 0.801    | 7.459  | 12.309 | –              | 0.497       | 1.684     |
| 1933 | 12.079   | 1.335         | 1.077      | 1.013    | 7.840  | 13.542 | –              | 0.636       | 2.213     |
| 1939 | 14.683   | 1.458         | 1.134      | 1.061    | 8.326  | 15.063 | –              | 0.675       | 2.920     |
| 1961 | 21.305   | 2.209         | 1.932      | 1.601    | –      | –      | 33.913         | 1.028       | 5.398     |
| 1970 | 22.386   | 2.403         | 2.734      | 2.355    | –      | –      | 36.373         | 1.577       | 5.839     |
| 1974 | 22.219   | 2.638         | 3.192      | 2.604    | –      | –      | 35.878         | 1.789       | 6.117     |

Quellen:
- bis 1939:[30]
- 1961 und 1970:[29]
- 1974:[31]

#### Weitere Orte im Gebiet der heutigen Stadt Arnsberg 1961–1974
| Jahr | Bachum | Breiten- bruch | Holzen | Rumbeck | Uentrop | Voß- winkel | Wennig- loh |
| ---- | ------ | -------------- | ------ | ------- | ------- | ----------- | ----------- |
| 1961 | 460    | 173            | 1309   | 0757    | 324     | 1850        | 580         |
| 1970 | 614    | 163            | 1668   | 1021    | 354     | 2067        | 654         |
| 1974 | 645    | 172            | 1760   | 1236    | 330     | 2147        | 726         |

Quellen:
- 1961 und 1970:[29]
- 1974:[31]

## Politik

### Stadtrat
Die Ergebnisse der Kommunalwahl am 13. September 2020 sind in den Diagrammen dargestellt.
- Linke: 1
- PARTEI: 2
- SPD: 15
- Grüne: 7
- FDP: 4
- SBL: 1
- CDU: 20
- AfD: 2

### Ergebnisse der Kommunalwahlen ab 1975
In der Liste werden nur Parteien und Wählergemeinschaften aufgeführt, die mindestens 1,95 Prozent der Stimmen bei der jeweiligen Wahl erhalten haben (Angaben in Prozent).

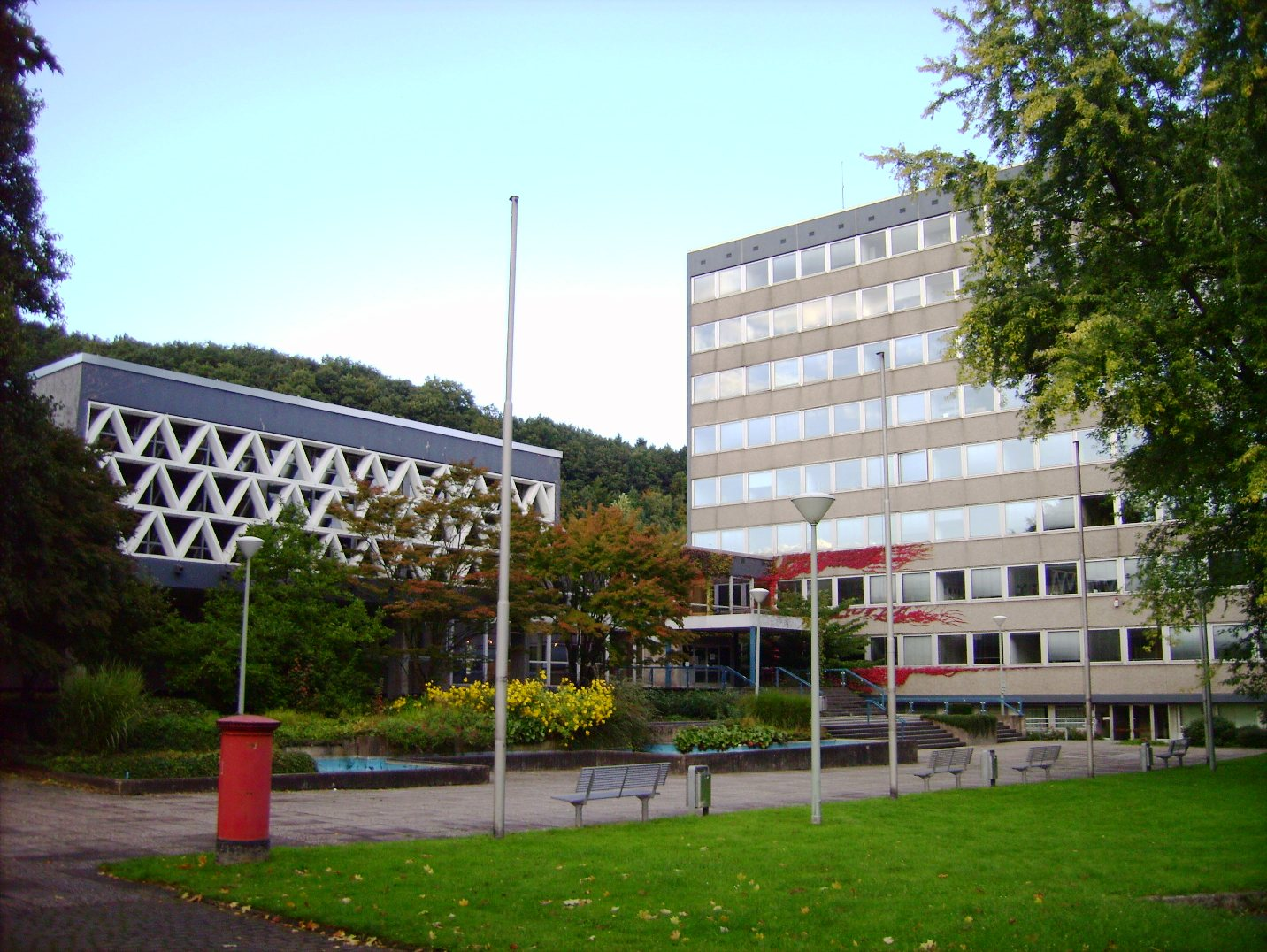
Rathaus Arnsberg

| Jahr    | CDU  | SPD  | FDP  | Grüne 1 | AfD | PARTEI | SBL3 | Linke | Piraten |
| ------- | ---- | ---- | ---- | ------- | --- | ------ | ---- | ----- | ------- |
| 1975    | 53,5 | 39,0 | 07,5 | –       |     |        |      |       |         |
| 1979    | 52,2 | 41,0 | 06,8 | –       |     |        |      |       |         |
| 1984    | 46,9 | 41,1 | 04,7 | 7,4     |     |        |      |       |         |
| 21989 2 | 41,5 | 44,5 | 05,6 | 5,6     |     |        |      |       |         |
| 1994    | 43,8 | 45,3 | 03,8 | 5,8     |     |        |      |       |         |
| 1999    | 52,6 | 38,8 | 04,6 | 4,0     |     |        |      |       |         |
| 2004    | 53,3 | 32,2 | 06,8 | 7,6     |     |        |      |       |         |
| 2009    | 46,9 | 33,4 | 11,1 | 8,7     |     |        |      |       |         |
| 2014    | 45,8 | 30,3 | 06,0 | 8,0     | 4,4 | –      | –    | 3,5   | 2,0     |
| 2020    | 36,5 | 28,3 | 6,8  | 14,2    | 4,2 | 3,6    | 2,2  | 2,3   | –       |

| Partei  | Sitze | Sitze | Sitze |
| Partei  | 2020  | 2014  | 2009  |
| ------- | ----- | ----- | ----- |
| CDU     | 20    | 22    | 22    |
| SPD     | 15    | 14    | 15    |
| FDP     | 4     | 3     | 5     |
| Grüne   | 7     | 4     | 4     |
| Linke   | 1     | 2     | –     |
| AfD     | 2     | 2     | –     |
| PARTEI  | 2     | –     | –     |
| SBL     | 1     | –     | –     |
| PIRATEN | –     | 1     | –     |

### Bürgermeister
Bürgermeister der neuen Stadt Arnsberg
| Jahre     | Bürgermeister     | Partei |
| --------- | ----------------- | ------ |
| 1975–1984 | Gerhard Teriet    | CDU    |
| 1984–1999 | Alex Paust        | SPD    |
| 1999–2017 | Hans-Josef Vogel  | CDU    |
| 2018–     | Ralf Paul Bittner | SPD    |

Nach dem Zweiten Weltkrieg kam es faktisch zur Wiederherstellung der politischen Landschaft der ersten Hälfte der 1920er Jahre (Bürgerliche, das sich in der CDU sammelnde katholische Milieu und Sozialdemokratie). Bis zum Ende der alten Stadt Arnsberg dominierte dabei eindeutig die Union. Erst nach dem Zusammenschluss zur neuen Stadt Arnsberg haben sich zeitweise die politischen Gewichte verschoben. In den 1980er und 1990er Jahren wurde mit Hilfe der Grünen der Sozialdemokrat Alex Paust wiederholt zum Bürgermeister gewählt. Nicht zuletzt aus überlokalen Gründen schwang das Pendel zur Union zurück, die mit Hans-Josef Vogel den Bürgermeister bis zum 31. August 2017, der Berufung von Vogel zum Regierungspräsidenten in Arnsberg, stellte. Die Neuwahl eines Bürgermeisters fand am 4. Februar 2018 statt. Da es hier zu keiner absoluten Mehrheit kam, fand eine Stichwahl am 18. Februar 2018 statt, welche Ralf Paul Bittner von der SPD mit 55 Prozent der Stimmen gewann.

### Wappen
| Wappen der Stadt Arnsberg | Blasonierung: „In Blau, ein gold bewehrter silberner Adler.“ |
| Wappen der Stadt Arnsberg | Wappenbegründung: Der rechtsblickende goldbewehrte silberne Adler auf rotem Feld war zunächst das Wappen der Grafen von Arnsberg. Bereits mit der Stadtgründung wurde es auch von der Stadt selbst als Abzeichen geführt. Als solches erscheint das Wappen erstmals 1154 auf einem Siegel des Grafen Heinrich I. Der Arnsberger Adler gehört damit zu den ältesten Wappenbildern in Deutschland. Es ist erstmals auf einem städtischen Siegel aus dem Jahre 1278 nachzuweisen. Die ursprüngliche rote Farbe des Wappenschildes wurde im 17. Jahrhundert unter der Ägide von Kurfürsten aus dem Hause Wittelsbach gegen das wittelsbachisch-bayerische Blau getauscht. Nach der kommunalen Neugliederung am 1. Januar 1975 beschloss der Rat der neuen Stadt Arnsberg mit Rücksicht auf die historische Bedeutung am 14. Januar 1976 die Beibehaltung des bisherigen Arnsberger Stadtwappens. |

### Städtepartnerschaften
Arnsberg unterhält Städtepartnerschaften zu
| - Bexley im England (Vereinigten Königreich) - Fos-sur-Mer in Frankreich - Deventer in den Niederlanden | - Alba Iulia in Rumänien - Olesno in Polen - Caltagirone in Italien |

Die Partnerschaft mit der Stadt Alba Iulia reicht bis ins Jahr 1974 zurück. Damit ist sie die älteste Städtepartnerschaft zwischen einer deutschen und einer rumänischen Stadt und eine der ersten zwischen einer westdeutschen Kommune und einer Stadt im damaligen so genannten Ostblock. Die Beziehungen wurden vor allem nach der politischen Wende und dem Niedergang der rumänischen Wirtschaft nach 1989 intensiviert. Es bildete sich ein Förderverein, der zahlreiche Transporte mit verschiedenen, in Rumänien damals knappen Gütern, nach Alba Iulia durchgeführt hat.
Es gab während des Kalten Krieges eine Patenschaft von Neheim zu den nach dem Zweiten Weltkrieg aus dem ehemaligen Rosenberg O.S. vertriebenen Deutschen. Nach 1989 wurde diese Verbindung in eine Städtepartnerschaft mit der heutigen polnischen Stadt Olesno umgewandelt. Zur Unterstützung dieses Kontaktes gibt es in Arnsberg ebenfalls einen Förderverein.

## Kultur und Sehenswürdigkeiten

### Theater
Schauspiele und Opern wurden im Kloster Wedinghausen und vom Gymnasium Laurentianum bereits im 17. und 18. Jahrhundert aufgeführt. Daneben wurde der heutige Rittersaal im alten Rathaus von wandernden Schaustellern genutzt. Ein eigenständiges Theatergebäude entstand allerdings erst im 20. Jahrhundert. Das Sauerland-Theater wurde 1968 ursprünglich hauptsächlich als Aula für die umliegenden Schulen gebaut. Auf längere Sicht wichtiger wurde die Funktion als Veranstaltungsort für Theater-, Oper-, Musikaufführungen und Veranstaltungen aller Art. Daneben existiert seit den 1950er-Jahren die Freilichtbühne Herdringen. Diese wird von einem Bürgerverein getragen, der jedes Jahr ein Stück für Erwachsene und eines für Kinder inszeniert. Die Kulturschmiede entstand durch den Umbau einer alten Schmiede in der Altstadt Arnsberg zu einem vielfältig genutzten kulturellen Veranstaltungsort. Neben Kleinkunst- und Musikveranstaltungen tritt dort regelmäßig das avantgardistische Teatron-Theater auf.

### Museen

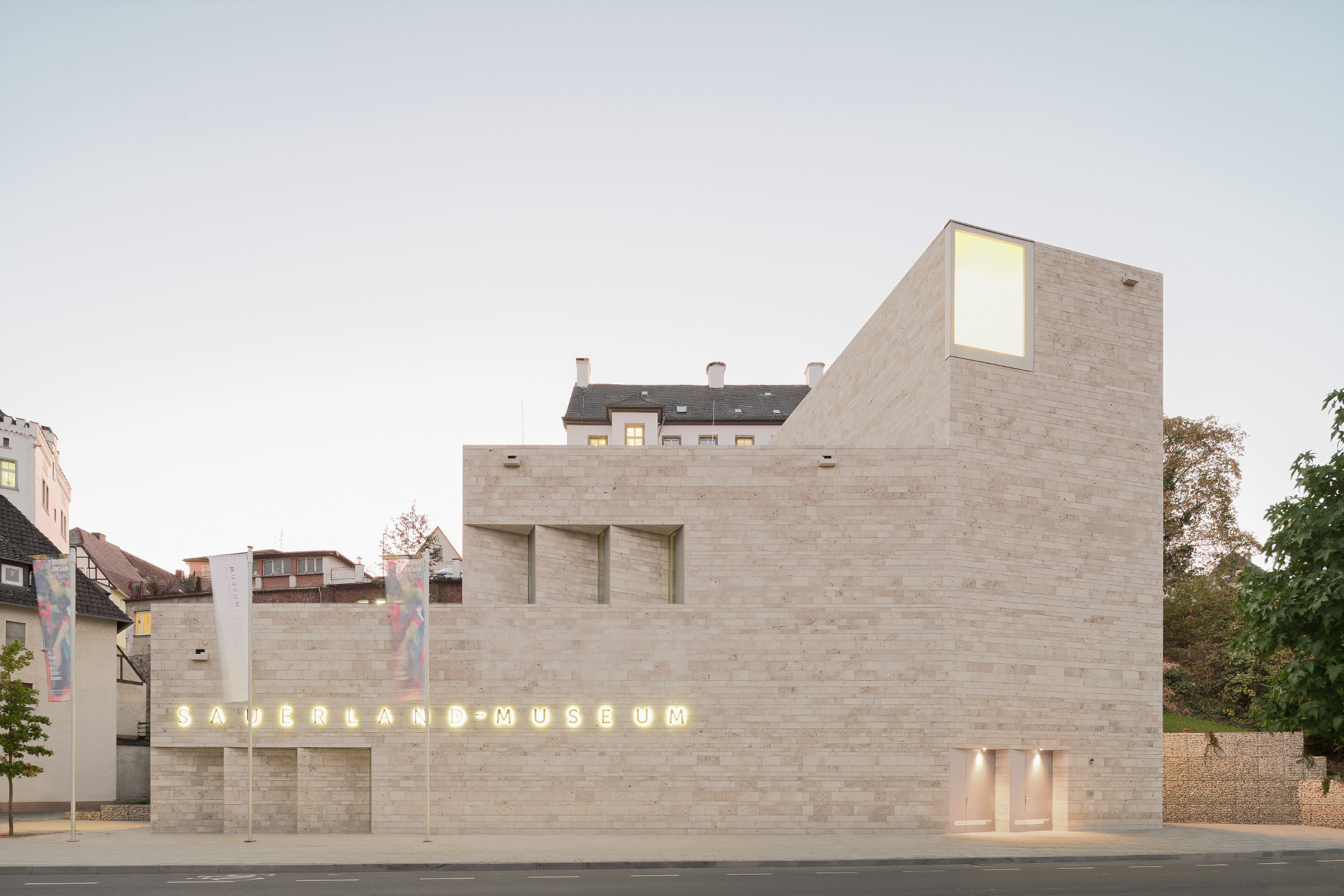
2019 Neubau -Sauerland-Museum

Das Sauerland-Museum zeigt neben verschiedenen Sonderausstellungen Exponate zur allgemeinen Geschichte und zur Natur- und Kulturgeschichte des Hochsauerlandkreises. Ausgehend von der Bedeutung der Leuchtenindustrie in Neheim hat das Museum für Licht und Beleuchtung die Entwicklung dieses Wirtschaftszweigs gezeigt. Die Einrichtung geht auf die firmengeschichtliche Sammlung der ehemaligen Firma Kaiserleuchten zurück. Zurzeit ist keine Besichtigung möglich. Im historischen Neheimer Fresekenhof befindet sich eine Dauerausstellung zum Leben von Franz Stock. Daneben existiert im Kloster Wedinghausen eine Ausstellung zum Klosterleben bis hin zur heutigen Gestalt der Anlage. Der Brennpunkt ist das Arnsberger Feuerwehrmuseum und eine Camera Obscura befindet sich in Limps Turm.

### Kunst und Literatur
Im Stadtteil Arnsberg, unmittelbar am Neumarkt, hat der Kunstverein Arnsberg seinen Sitz. Die Künstlergruppe Sepia betreibt ein Ausstellungshaus in einem Fachwerkhaus direkt hinter dem Glockenturm. In Neheim hat die Künstlergemeinschaft Der Bogen ihr Domizil im neuen Gebäude Kunstwerk auf dem Gelände der ehemaligen Kaiserwerke.
Seit 1965 fanden in Neheim-Hüsten internationale Schriftstellertreffen statt, aus denen das bis 1994 stattfindende Internationale Kurzgeschichtekolloquium hervorging. Eine literarische Gesellschaft veranstaltet Lesungen und Vorträge.

### Bauwerke

#### Stadtteil Arnsberg

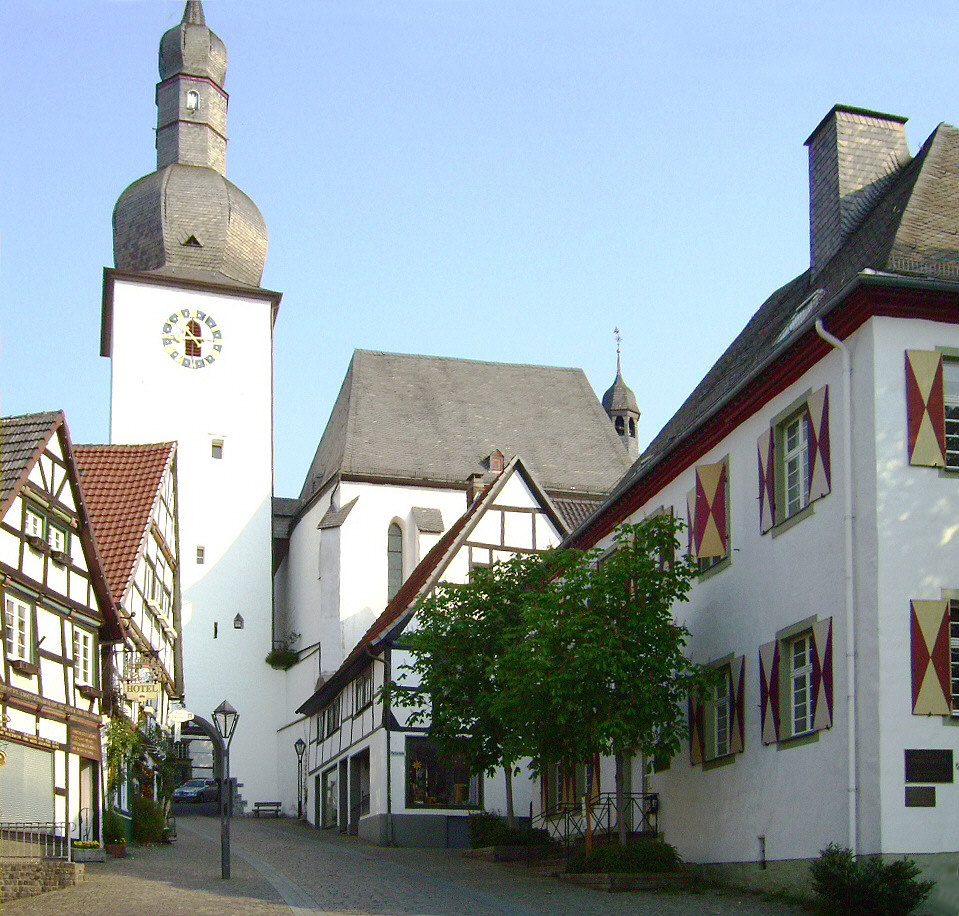
Glockenturm

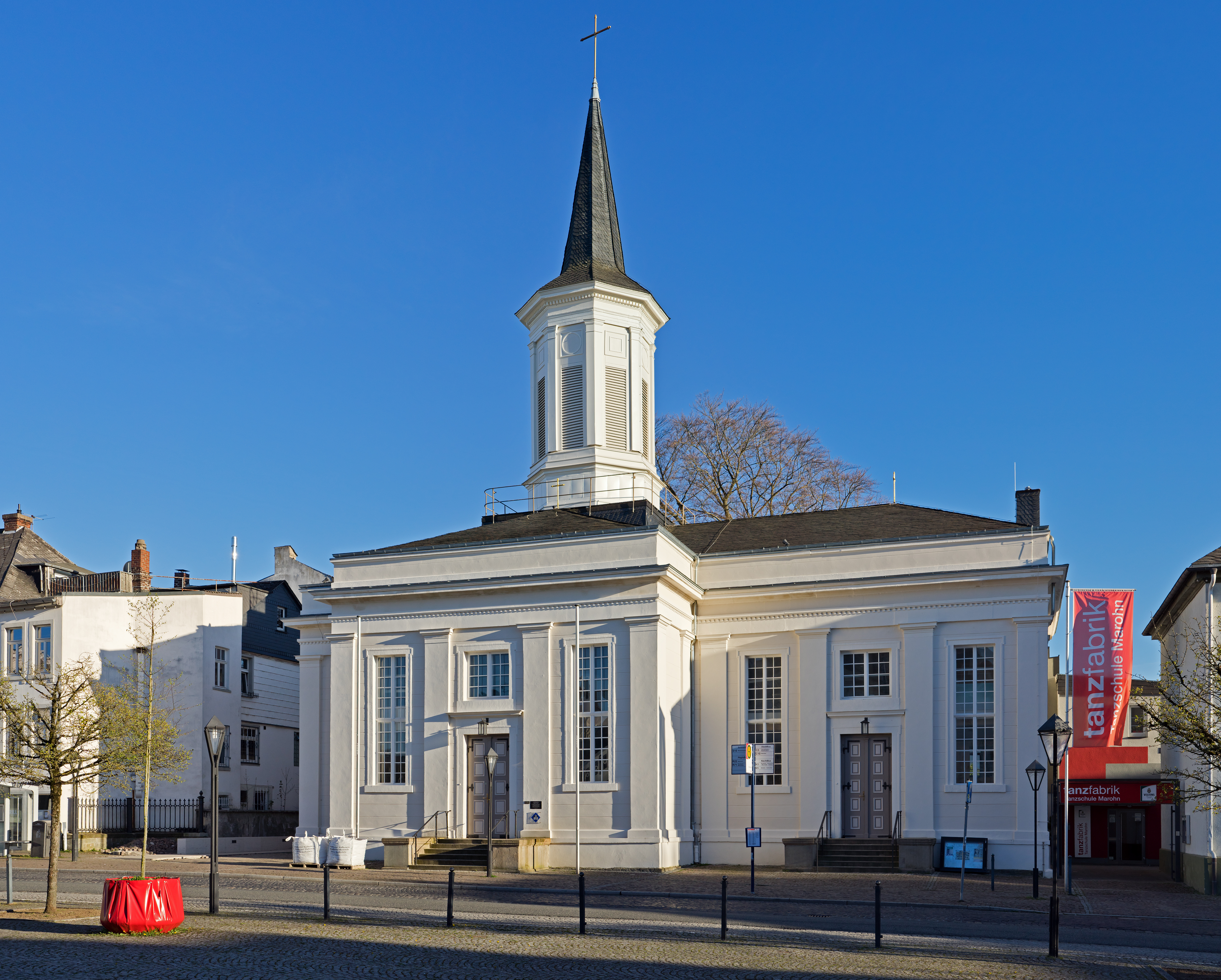
Auferstehungskirche

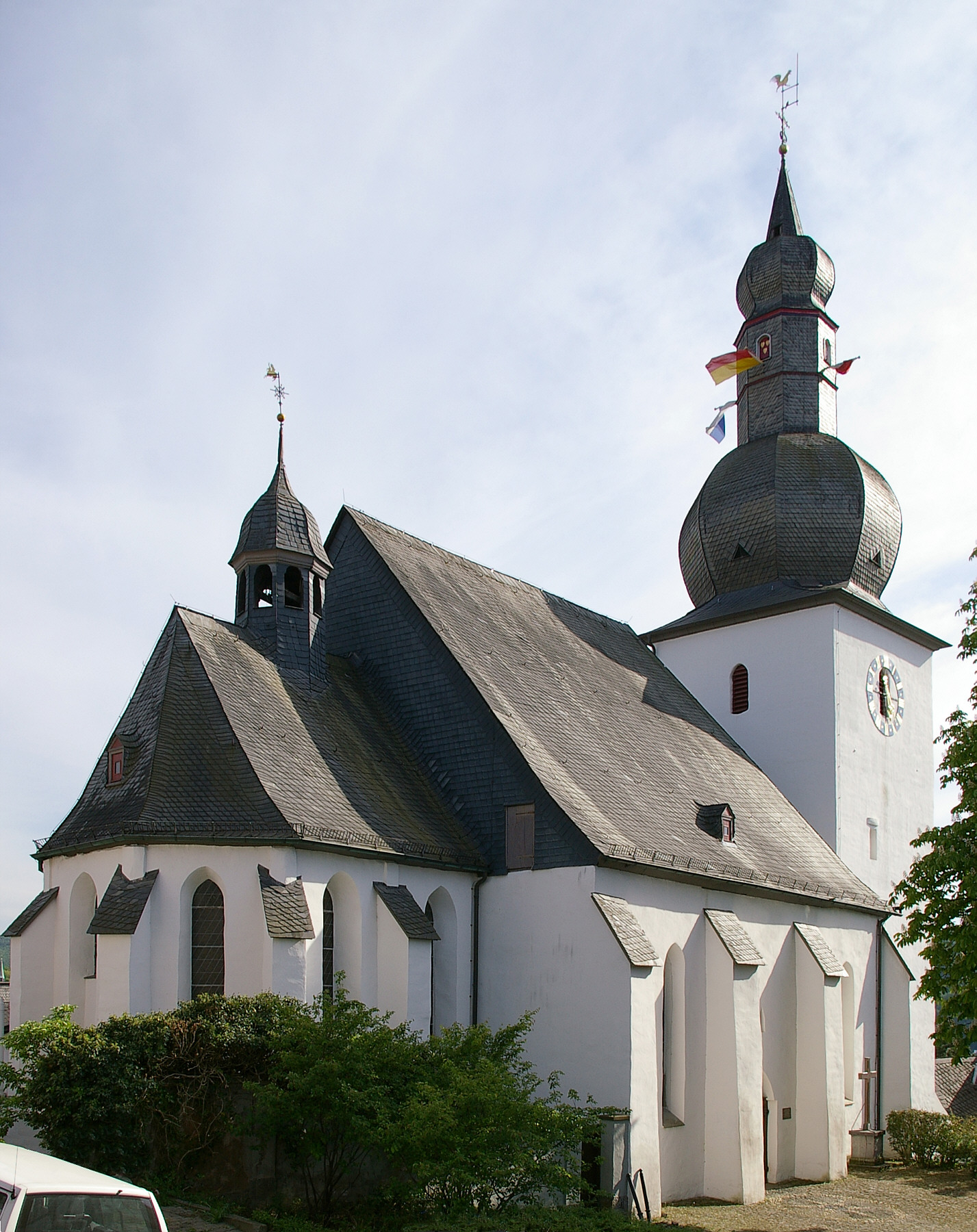
Stadtkapelle

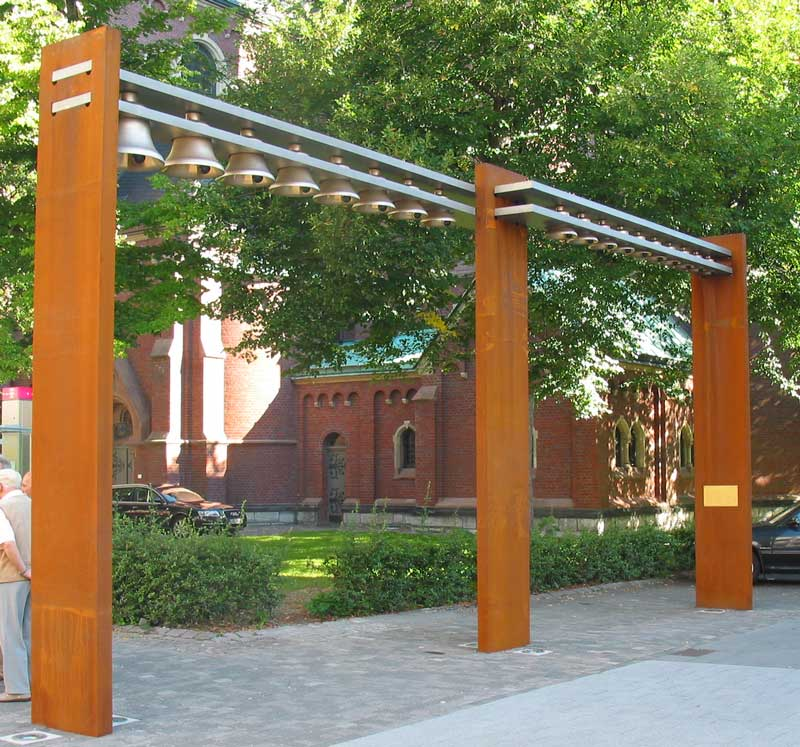
Neheimer Glockenspiel, Schenkung der Schützenbruderschaft St. Johannes Baptist Neheim 1607

Die Keimzelle der Stadt ist das Schloss Arnsberg. Dieses war erst die Burg der Grafen von Arnsberg und wurde später von den Kölner Kurfürsten zu einem repräsentativen Schloss ausgebaut. Seit der Zerstörung im Siebenjährigen Krieg ist es Ruine. Unterhalb des Schlosses befindet sich die alte Zollstation und spätere Kapelle Tollpöstchen.
Auf der anderen Seite des Ruhrtals liegt die sogenannte Alte Burg. Diese Anlage ist nur noch in geringen Resten erhalten.
In der Altstadt gibt es neben zahlreichen, meist im Fachwerkstil gebauten Bürgerhäusern auch einige Gebäude kurfürstlicher Würdenträger wie etwa den Weichs’schen Hof oder den Dückerschen Hof. Das Wahrzeichen Arnsbergs ist der Glockenturm und die Stadtkapelle St. Georg.
Von der Stadtbefestigung sind neben einigen Mauerbereichen eine Reihe von Türmen erhalten. Dazu zählt etwa der sogenannte Limps Turm und der Grüne Turm.
Unmittelbar unterhalb davon befindet sich das alte Rathaus am Alten Markt mit dem Maximilianbrunnen. Nicht weit entfernt davon befindet sich der Landsberger Hof. Einst für eine kurfürstliche Mätresse erbaut, beherbergt das Gebäude heute das Sauerlandmuseum. Zu den stadtbildprägenden Gebäuden gehört auch die so genannte Alte Regierung. Ursprünglich Ende des 18. Jahrhunderts als Zuchthaus erbaut, diente das Gebäude als Garnison, später als Sitz der Bezirksregierung. Heute ist es der Sitz des Verwaltungsgerichts.
Im Denkmalbereich historische Ortsanlage Regierungsneustadt steht die evangelische Auferstehungskirche und das ehemalige Zivilkasino am Neumarkt. Dieser ist Teil der im klassizistischen Stil erbauten Gebäude aus dem frühen 19. Jahrhundert.
Im Bereich Kloster Wedinghausen steht das Hirschberger Tor als Eingangstor zum Gymnasium Laurentianum Arnsberg, das neben der katholischen Propsteikirche St. Laurentius und den Resten des früheren Klosters Wedinghausen (heute Stadtarchiv) steht. Dahinter beginnt der Wald Eichholz mit dem Ehmsendenkmal. Mit seinem Turm stadtbildprägend ist das zu Beginn des 20. Jahrhunderts erbaute ehemalige Kurhotel, das heute als Altenheim dient.
In der Neustadt befindet sich das Landgericht Arnsberg, erbaut im klassizistischen Stil. In der Nähe befindet sich die im 18. Jahrhundert erbaute Johannes-Nepomuk-Kapelle.
Auf dem Kreuzberg westlich der Altstadt jenseits der Ruhr befindet sich die neugotische Kreuzbergkapelle, zu der auch ein Kreuzweg hinaufführt.

#### Andere Ortsteile
- Das heutige Schloss Herdringen wurde von 1844 bis 1853 als Nachfolgebau einer älteren Anlage im englischen Tudorstil erbaut. Umgeben ist das Schloss von einem Park im englischen Stil.
- Die St.-Petri-Kirche in Hüsten wurde zwar erst 1866 erbaut, geht aber auf ältere Vorgängerbauten zurück. Der Turm stammt in seinem romanischen Kern aus dem 12. Jahrhundert.
- Die Kontorgebäude und Arbeiterhäuser der ehemaligen Hüstener Gewerkschaft sind im Wesentlichen die letzten sichtbaren Reste eines bis in die 1960er-Jahre bestehenden bedeutenden eisenindustriellen Unternehmens.
- Die Pfarrkirche St. Johannes Baptist in Neheim wurde während des wirtschaftlichen Aufstiegs der Stadt zwischen 1892 und 1913 an der Stelle eines älteren Vorgängerbaus in Form einer Backsteinbasilika erbaut. Auf Grund seiner Dimensionen wird der Bau auch als Sauerländer Dom bezeichnet.
- Das Neheimer Glockenspiel ist eine Schenkung der Schützenbruderschaft St. Johannes Baptist von 1607 zu ihrem 400-jährigen Bestehen im Jahr 2007 an die Stadt Arnsberg und insbesondere an die Bürger und Besucher des Stadtteils Neheim.
- Die Theodorus-Kapelle auf dem Neheimer Möhnefriedhof ließ Franz Egon von Fürstenberg-Stammheim 1835 als Grabkapelle für seinen verstorbenen Vater in Form eines griechischen Tempels errichten.
- Die ehemalige Synagoge Neheim wurde restauriert. Heute wieder sichtbar sind die originale Farbgestaltung und die teils deutschen, teils hebräischen Bibelzitate.
- Das Schloss Höllinghofen (bei Voßwinkel) ist ein Wasserschloss, das nach einem Brand 1765 wieder aufgebaut wurde. Umgebaut wurde es im 19. Jahrhundert im historistisch-romantischen Stil durch den Dombaumeister Ernst Friedrich Zwirner.
- In Neheim befinden sich einige ehemalige Burgmannshäuser, deren Ursprünge bis ins 14. Jahrhundert zurückgehen. Dazu zählt der Drostenhof, der seine heutige Gestalt im Wesentlichen um 1700 erhalten hat. Der Fresekenhof wurde 1688 auf den Resten eines Vorgängerbaus neu errichtet. Ähnliches gilt für den Burgmannshof Gransau. Auf älteren Vorläufern wurde das massive Erdgeschoss im 17. Jahrhundert errichtet, ein aufgesetztes Fachwerkgeschoss kam später hinzu.
- Das Kloster Oelinghausen war ein 1174 gegründetes Prämonstratenserinnenkloster. Von Bedeutung ist die gotische Kapelle mit zahlreichen bemerkenswerten Kunstwerken.
- Das Prämonstratenserinnenkloster Rumbeck entstand um 1190. Bemerkenswert ist die gotische Klosterkirche. Sie gilt als eine der frühesten Hallenkirchen in Westfalen.
- Die ehemalige Wallfahrtskapelle Rodentelgen in Bruchhausen geht auf das 15. Jahrhundert zurück.

### Parks
- Im Ortsteil Voßwinkel liegt der Wildwald Voßwinkel. In dieser weitläufigen Anlage können Besucher das Leben der im Sauerland heimischen Wildtiere in ihrer natürlichen Umgebung beobachten. Daneben engagiert sich die Einrichtung durch ihre Waldakademie Voßwinkel e. V. in der Umweltbildung.
- In Neheim befindet sich der Bremers Park (benannt nach dem Erfinder Hugo Bremer) und der Bröckelmanns Park (benannt nach dem Fabrikanten Bröckelmann)
- Im Ortsteil Arnsberg wurde rund um historischen Gartenhäuschen in der Twiete mit den Bürgergärten ein weiterer Park angelegt. Ein eigener Verein kümmert sich unter anderem um die Organisation von Veranstaltungen.[47]

### Friedhöfe
In der Stadt Arnsberg befinden sich 15 städtische, sechs katholische und drei (geschlossene) jüdische Friedhöfe.
Einige Friedhöfe in Arnsberg sind von historischer Bedeutung und durch ihre Anlage und die Gestaltung der Grabmäler sehenswert. Dies gilt für den Eichholzfriedhof im Stadtteil Arnsberg, dessen Anfänge aus dem 19. Jahrhundert stammen. Zahlreiche aufwändig gestaltete Grabmäler spiegeln die Geschichte der städtischen Bevölkerung wider. Ähnliches gilt auch für den Möhnefriedhof im Stadtteil Neheim. Dort wird der Opfer der Möhnekatastrophe von 1943 gedacht. Auf ihm befindet sich nach einer Umsetzung wegen des Baus der Autobahn heute auch die im griechischen Stil erbaute Theodorus-Kapelle. Der alte Friedhof in Hüsten mit nur wenig erhaltenen Denkmälern dient heute als Park. Auf dem jüdischen Friedhof in Hüsten wurden lange auch die Juden aus den umliegenden Orten beigesetzt. Auch der jüdische Friedhof am Seltersberg kann auf eine lange Geschichte zurückblicken. Hier wurden seit 1847 die Toten der jüdischen Gemeinde bestattet. Während der Zeit des Nationalsozialismus sollte er eingeebnet und als Bauland verkauft werden. Nach dem Zweiten Weltkrieg wurde er wieder aufgebaut und restauriert. Heute findet dort jährlich zum Jahrestag der Reichspogromnacht eine Gedenkfeier statt. Auch im Ortsteil Neheim gibt es einen jüdischen Friedhof. Dieser war durch die Möhnekatastrophe stark zerstört worden. In Oeventrop gibt es einen Soldatenfriedhof vor allem für die während des Kampfes um den Ruhrkessel gefallenen Soldaten.

### Sportstätten
In zahlreichen Stadtteilen nutzen Schulen und die 97 Sportvereine (darunter sechs Betriebssportgemeinschaften) der Stadt eine Reihe von Sportplätzen und Sporthallen. Als Veranstaltungsort auch für größere Sportereignisse besteht das Stadion Große Wiese im Stadtteil Hüsten. In der Rundturnhalle fand in der Zeit vom 1. bis 4. Juni 2011 die 9. Rhönrad-Weltmeisterschaft statt.
Arnsberg verfügt über drei Flugplätze für den Luftsport. Es sind dies der Verkehrslandeplatz Arnsberg-Menden für den Motorflugsport und den beiden Segelflugplätzen Oeventrop Ruhrwiesen und Arnsberg Ruhrwiese. Dieser wurde am 12. August 1956 mit einem nationalen Flugtag eingeweiht.
Die Bäderlandschaft in Arnsberg ist seit einigen Jahren in Bewegung geraten. So mussten die städtischen Hallenbäder in Hüsten (Berliner Platz, inzwischen abgebrochen) und Arnsberg (Neunutzung steht noch aus) zu Gunsten des zentralen Freizeitbades Nass in Hüsten schließen. Ebenfalls zu Gunsten des zentralen Bades Nass wurden in den Stadtteilen einige Lehrschwimmbecken zugunsten der Schwimmlernzentren Herdringen, Voßwinkel und Arnsberg-Sauerstraße geschlossen. Beim Versuch, für das neue Freizeitbad Erdwärme zu nutzen, stieß man bei Bohrungen auf eine solehaltige Quelle. Das Wasser wird für einen Thermalsolepark mit Gradierwerk und Solesprudler genutzt. Nur teilweise mit städtischen Mitteln bezuschusst, werden das Freibad Neheim und das Freibad Arnsberg (Storchennest) von privaten Vereinen und Initiativen unterhalten.

### Regelmäßige Veranstaltungen
- Die Arnsberger Woche mit dem Ruinenfest wurde zur Finanzierung und zum Unterhalt der Arnsberger Schlossruine ins Leben gerufen.

- Der Internationale Kunstsommer Arnsberg findet seit 1996 jährlich statt und steht in jedem Jahr unter einem bestimmten Thema. Im Kunstsommer 2004 entstand die im Kreisverkehr der Bundesstraße 7 stehende Europablume. Sie symbolisiert mit ihren 25, von innen beleuchteten Acrylkugeln, die bunte Bevölkerungsvielfalt der Europäischen Union. Die krummen Blütenstängel sollen die oftmals schwierigen Wege der einzelnen Staaten innerhalb der Union darstellen.
- Einen Weihnachtsmarkt gibt es seit einigen Jahren auf dem Neumarkt in Arnsberg. Ergänzt wird er durch den Weihnachtsmarkt der guten Taten auf dem Steinweg, den verschiedene Initiativen und Gruppen zur Unterstützung sozialer, kultureller oder ähnlicher Projekte veranstalten. Neben dem Weihnachtsmarkt in Arnsberg gibt es ähnliche Veranstaltungen auch in den anderen größeren Stadtteilen.
- Die Hüstener Kirmes ist eines der größten und traditionsreichsten Volksfeste in der Region. Der Ursprung reicht über 1000 Jahre zurück.
- Der Internationale Sauerländer Käsemarkt und der Hüstener Herbst sind im Wesentlichen Veranstaltungen des örtlichen Einzelhandels.
- Schützenfeste in allen Stadtteilen
- Sitzungskarneval wird ebenfalls in fast allen Stadtteilen gefeiert. Einen Karnevalsumzug Lindwurm der Freude genannt, gibt es nur im Stadtteil Arnsberg am Vortag von Rosenmontag.
- Weihnachtskonzerte im Sauerlandtheater
- Der Dies Internationalis ist eine seit fast dreißig Jahren stattfindende Veranstaltung auf dem Marktplatz in Neheim. Die zahlreichen in der Stadt vertretenen Migrantengruppen präsentieren ihre heimatlichen kulinarischen Spezialitäten. Dazu kommen kulturelle Vorführungen wie Tanz und Musik auf einer Bühne. Die Veranstaltung soll auf unterhaltsame Art zur Akzeptanz der kulturellen Unterschiede beitragen.
- Das Arnsberger Nachhaltigkeitsfestival #Schlabberkappes findet seit 2018 in unterschiedlichen Ausprägungen und an unterschiedlichen Orten in der Stadt Arnsberg statt. Bei diesem Festival dreht sich alles um die Ziele der globalen Agenda 2030, insbesondere die Sustainable Development Goals und die Ziele der Arnsberger Nachhaltigkeitsstrategie von 2018.[54]

## Wirtschaft und Infrastruktur

### Wirtschaft

#### Entwicklung
Die alte Stadt Arnsberg war vor der kommunalen Neugliederung 1973 seit Jahrhunderten zunächst eine Residenz- und im 19. und 20. Jahrhundert eine Verwaltungsstadt, geprägt von Behörden und Gerichten. Erst mit der Eisenbahn hielt die Industrie in Form einer Eisenbahnhauptwerkstätte Einzug. Diese bestand von 1870 bis in die Mitte der 1920er-Jahre. Der private sekundäre Sektor blieb jedoch unterentwickelt. Erst um die Jahrhundertwende siedelte sich ein bedeutender Produzent von Kartonagen (Feldmühle) an. Nur kurz konnte sich nach dem Zweiten Weltkrieg mit den Kleinschnittgerwerken eine kleine Automobilfabrik etablieren.

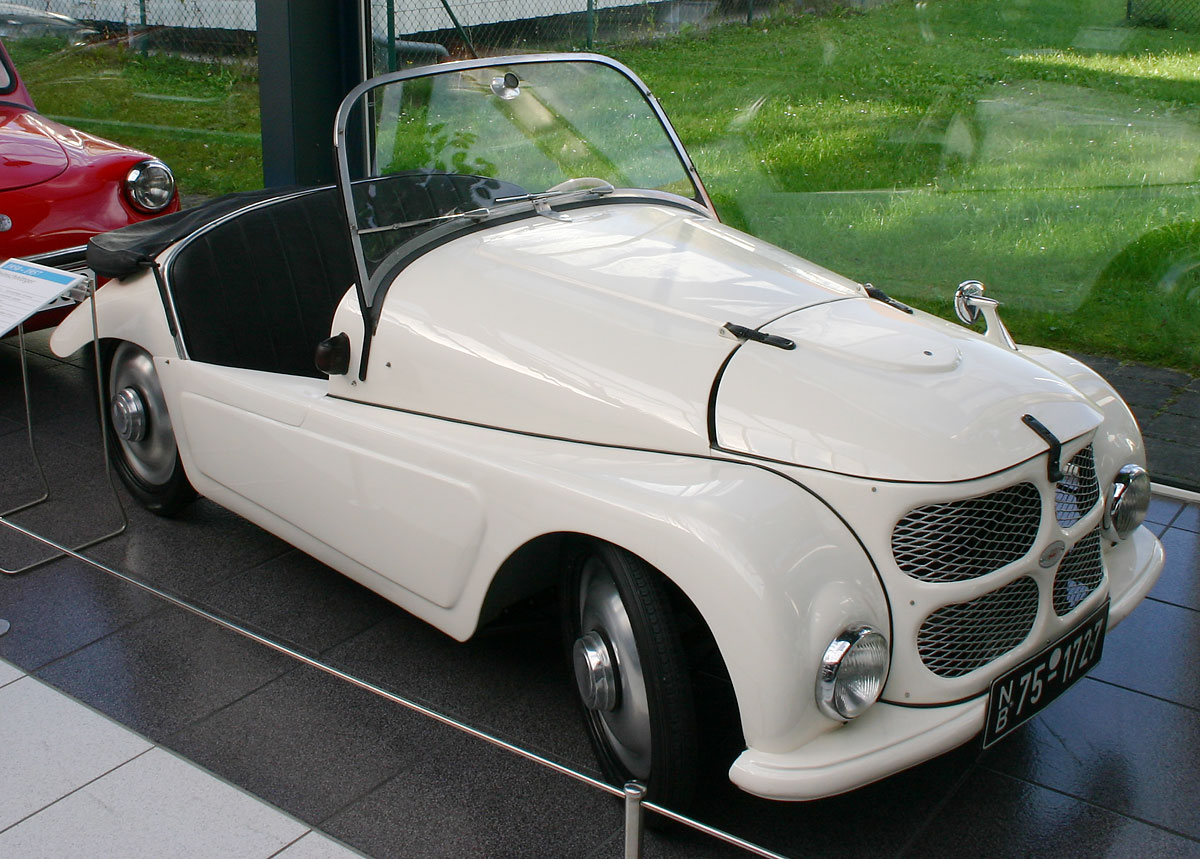
Kleinschnittger F125

Mit seiner Lage im Sauerland und an der Ruhr sowie mit seiner historischen Altstadt hat Arnsberg eine gewisse touristische Bedeutung.
Gänzlich anders geprägt sind die seit 1973 mit Arnsberg vereinigten Stadtteile. Neheim, Hüsten und teilweise Oeventrop waren bereits im 19. Jahrhundert industriell bestimmt. In Hüsten bestand seit den 1830er-Jahren bis in die 1960er-Jahre zunächst ein von Josef Cosack gegründetes Puddel-, später dann ein Walzwerk und schließlich ein montaner Großbetrieb (Hüstener Gewerkschaft). Ein Tochterunternehmen befand sich im Ortsteil Bruchhausen. Dazu gehörte auch ein chemischer Betrieb, der schließlich in den Besitz der Evonik Degussa (seit einiger Zeit Perstorp) überging. Die Stadt Neheim war ein Zentrum der metallverarbeitenden Industrie (Leuchtenstadt). Zu den führenden Leuchtenherstellern zählte die Firma Kaiser-Leuchten. In Oeventrop gab es Glasindustrie und holzverarbeitende Betriebe. In Müschede hat der frühindustrielle Sophienhammer die Herausforderung durch die Industrialisierung überstanden und sich zu dem bedeutenden eisenverarbeitenden Betrieb Julius Cronenberg o.H. entwickelt.
Andere Orte waren im 19. und frühen 20. Jahrhundert noch stark agrarisch geprägt oder wie Herdringen, Voßwinkel oder Rumbeck als Pendlerorte mit der industriegesellschaftlichen Entwicklung verbunden. Im Stadtgebiet der heutigen Stadt Arnsberg spielte der Bergbau in der Neuzeit kaum eine Rolle. Nur vorübergehend war der Abbau von Antimon auf der Caspari-Zeche bei Uentrop von gewisser Bedeutung.
Heute treten einige dieser wirtschaftsstrukturellen Unterschiede der Ortsteile weniger stark hervor. Für die Gesamtstadt charakteristisch ist eine vielfach mittelständisch orientierte metallindustrielle Struktur.

#### Heutige Wirtschaftsstruktur
Die seit den 1970er-Jahren entstandene neue Stadt Arnsberg ist nicht nur ein Verwaltungszentrum, sondern auch ein wirtschaftliches Zentrum des Hochsauerlandkreises. Nach wie vor ist die papiererzeugende und -verarbeitende Industrie von Bedeutung. Dazu zählt die Wepa, die einer der Marktführer in der Herstellung von Hygienepapier ist. Die Firma Reno de Medici (vormals Feldmühle) stellt Faltschachtelkarton her.

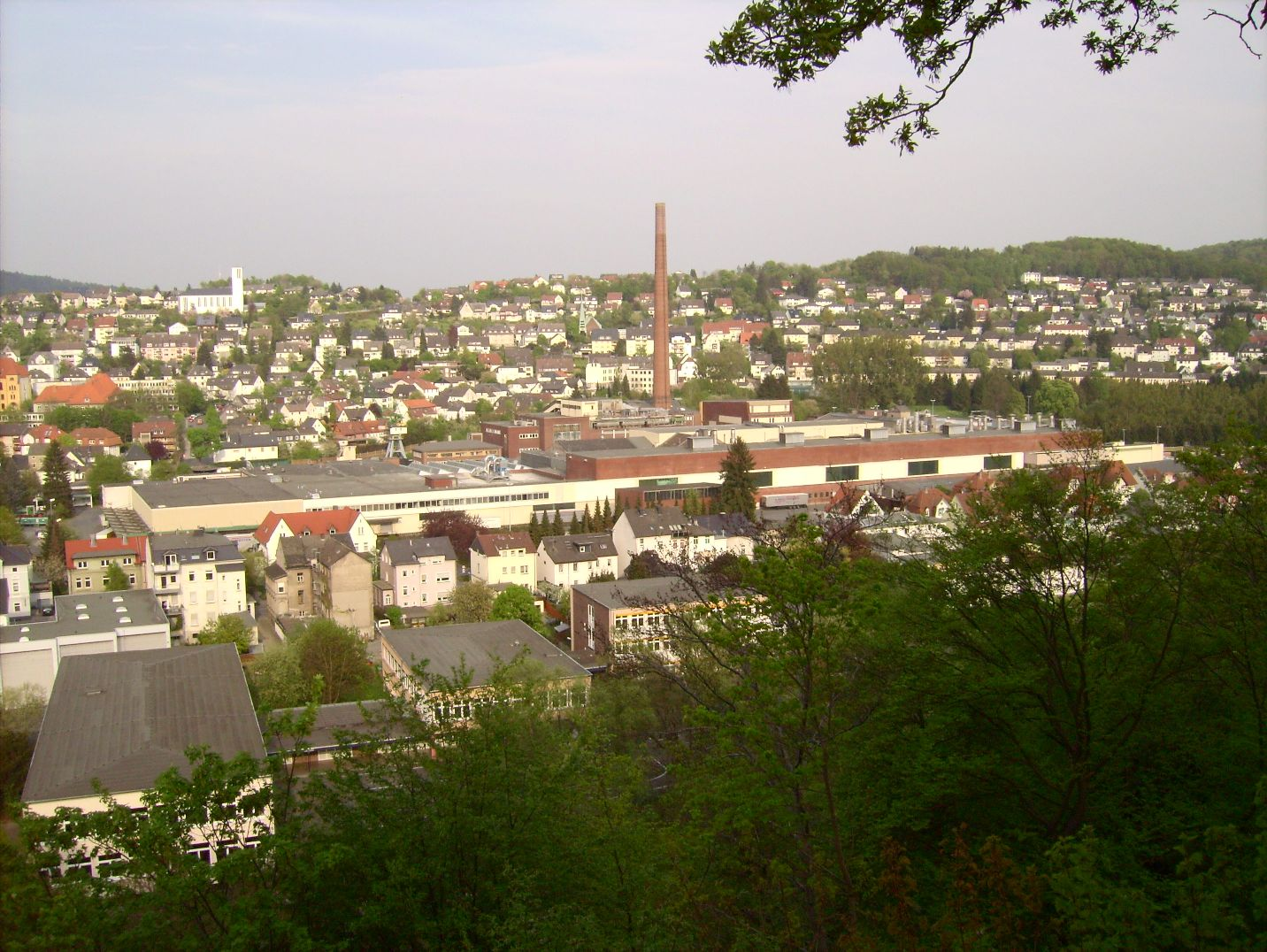
Reno-de-Medici-Werk Arnsberg

Trotz der Konkurrenz, insbesondere aus Fernost, spielen die Leuchten- und Elektroindustrie und ihre Zulieferbetriebe eine zentrale Rolle. Die Firma BJB ist einer der führenden Hersteller von elektrotechnischen Bauteilen (vor allem für die Leuchtenindustrie) mit acht Niederlassungen (2006) in Amerika, Europa und Asien. Trilux, ELPRO sowie Bankamp Leuchten sind Unternehmen vor allem im Bereich der Leuchtenherstellung. Arnsberg ist auch Sitz der deutschen Niederlassung des Konzerns Eglo Leuchten. In diesen Bereich gehört auch die Firma Cloer als Hersteller von Elektrogeräten.
Ebenso wichtig ist die metallverarbeitende Industrie mit Berndes als Hersteller von hochwertigen Kochutensilien. A&E Keller ist ein Automobilzulieferer. Zur Unternehmensgruppe Julius Cronenberg o.H. gehören verschiedene metallverarbeitende Betriebe. Ein weiteres wichtiges Unternehmen in der Branche ist der Hersteller von Haushaltswaren Wesco. Das Unternehmen, das seit über 150 Jahren bestand, musste Anfang 2024 Insolvenz anmelden.

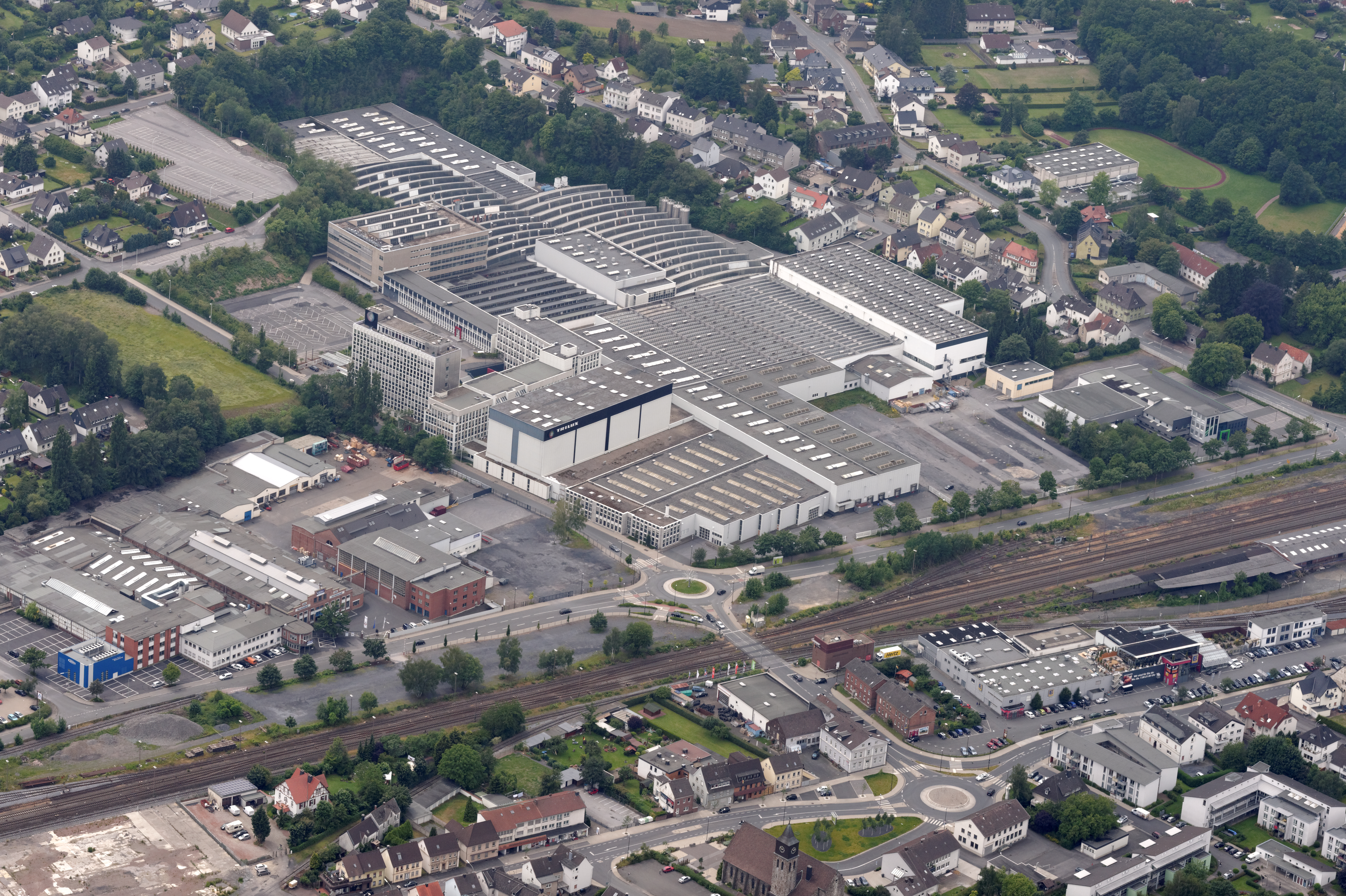
Die Firmen Desch und Trilux (Luftbild 2014)

Die holzverarbeitende Industrie ist durch die Firma Sauerländer Spanplatte und das Pfleidererwerk (ehemals Duropal) als Hersteller von Holzverbundplatten vertreten. Die Sauerländer Spanplatte verarbeitet regionale Rohstoffe zu Komponenten für Innentüren und ist deutschlandweit Marktführer in der Spannpresstechnologie. Die Firma Selecta stellt in erster Linie Einrichtungen für Banken und Sparkassen sowie von Kreuzfahrtschiffen her.
Hinzu kommen etwa Umarex als Hersteller von Sport- und Polizeiwaffen (Marke: Walther), Schroth-Gurte als Produzent von Rückhaltesystemen für Autos und Flugzeuge; die Chemiefabrik Perstorp (vormals Evonik Degussa), die Firma DESCH Antriebstechnik als Hersteller von Antriebselementen, Dallmer (Sanitärtechnik, Gebäudeentwässerung), Imperial (Teil der Mielegruppe) als Produzent hochwertiger Haushaltsgeräte, der Hersteller von Schneidemaschinen Gebr. Graef oder die Firma Meta-Regalbau. Neben verschiedenen kleineren Druckbetrieben existiert die Firma Interprint als Hersteller von Dekorpapieren, die mit Auslandsniederlassungen 1150 Mitarbeiter ausweist. Hinzu kommt eine Regionalagentur der RWE. Von hier aus wird die Stromversorgung von 35 Kommunen organisiert und gesteuert.

#### Tourismus
Die Stadt Arnsberg verbuchte im Jahr 2007 insgesamt 165.687 Übernachtungen. Die Gäste hielten sich im Durchschnitt 3,2 Tage auf. Pauschalreisen wurden 2007 1.512-mal gebucht und 13.200 Besucher wurden durch die Stadt geführt.
Besonders erfolgreich im touristischen Angebot von Arnsberg sind der RuhrtalRadweg und die Sauerland-Waldroute, die durch Arnsberg führen. Neben der Sauerland-Waldroute gibt es noch zahlreiche weitere Wanderrouten in Arnsberg, darunter der 12 km lange
2011 eröffnete Kurfürstlicher Thiergarten Arnsberg. Ebenfalls sehr erfolgreich sind die teilweise allgemeinen und teilweise themenbezogenen regelmäßig durchgeführten Stadtführungen. Weitere besondere Angebote sind die Veranstaltungen im Wildwald Voßwinkel, die Durchführung eines Rittermahls, die Arnsberger Kneipennacht und der Arnsberger Weihnachtsmarkt.

### Verkehr

Bahnhof Arnsberg (Westf)

In der Stadt befinden sich drei Bahnstationen (Arnsberg/Westfalen, Oeventrop, Neheim-Hüsten) an der Oberen Ruhrtalbahn. Die Halte werden durch die stündlich verkehrenden Linien RE 17 Hagen – Warburg (– Kassel) und RE 57 Dortmund – Winterberg/Brilon bedient. Beide ergänzen sich im gemeinsamen Abschnitt Fröndenberg – Bestwig zu einem halbstündlichen Angebot. Zudem wurde die über Arnsberger Stadtgebiet verlaufende Bahnstrecke Neheim-Hüsten–Sundern zwischen Neheim-Hüsten und Sundern zur Reaktivierung des Schienenpersonennahverkehrs für den ÖPNV-Bedarfsplan des Landes Nordrhein-Westfalen angemeldet. Seit 1964 wird die RLG-Strecke Neheim–Hüsten Ost–Arnsberg Jägerbrücke ausschließlich im Güterverkehr befahren.
Das Stadtgebiet wird von einem Stadtbus-System erschlossen. Hinzu kommen die Schnellbuslinien S 10 (Neheim–Arnsberg) und S 20 (Neheim–Hüsten–Sundern). Betreiber ist die Regionalverkehr Ruhr-Lippe (RLG). Die Nachbargemeinden werden mit Regiobuslinien bedient, die bei der Regionalverkehr Ruhr-Lippe GmbH, Busverkehr Ruhr-Sieg GmbH und VGBreitenbach konzessioniert sind.
Die Bundesstraße 7 und die Autobahnen 445 (Werl–Arnsberg) und 46 (Heinsberg–Bestwig) sind wichtige Straßenverbindungen. Im Stadtgebiet befinden sich an der A46 folgende Anschlussstellen: Neheim, Neheim-Süd, Hüsten, Arnsberg-Altstadt und Arnsberg-Ost.
Das Arnsberger Stadtgebiet wird auf gesamter Länge durch den Ruhrtalradweg erschlossen. Dieser soll in Zukunft zwischen der Arnsberger Altstadt und Voßwinkel durch den RadeXpressweg Arnsberg ergänzt werden, der stärker auf die Belange von Pendlern ausgelegt ist.
In der Nähe von Voßwinkel an der Gemeindegrenze zu Wickede-Echthausen liegt seit 1970 der Flugplatz Arnsberg-Menden. Genutzt wird dieser vor allem für den Geschäftsverkehr. Daneben betreibt der Luftsportklub Arnsberg e. V. eine Flugschule. Bis ins Jahr 2000 war der Hochsauerlandkreis Betreiber, inzwischen ist die private Flugplatzgesellschaft Arnsberg-Menden verantwortlich. Daneben gibt es im Stadtteil Oeventrop das Segelfluggelände Oeventrop-Ruhrwiesen. Das Segelfluggelände Arnsberg Ruhrwiese wird seit 2016 nicht mehr genutzt.

### Medien

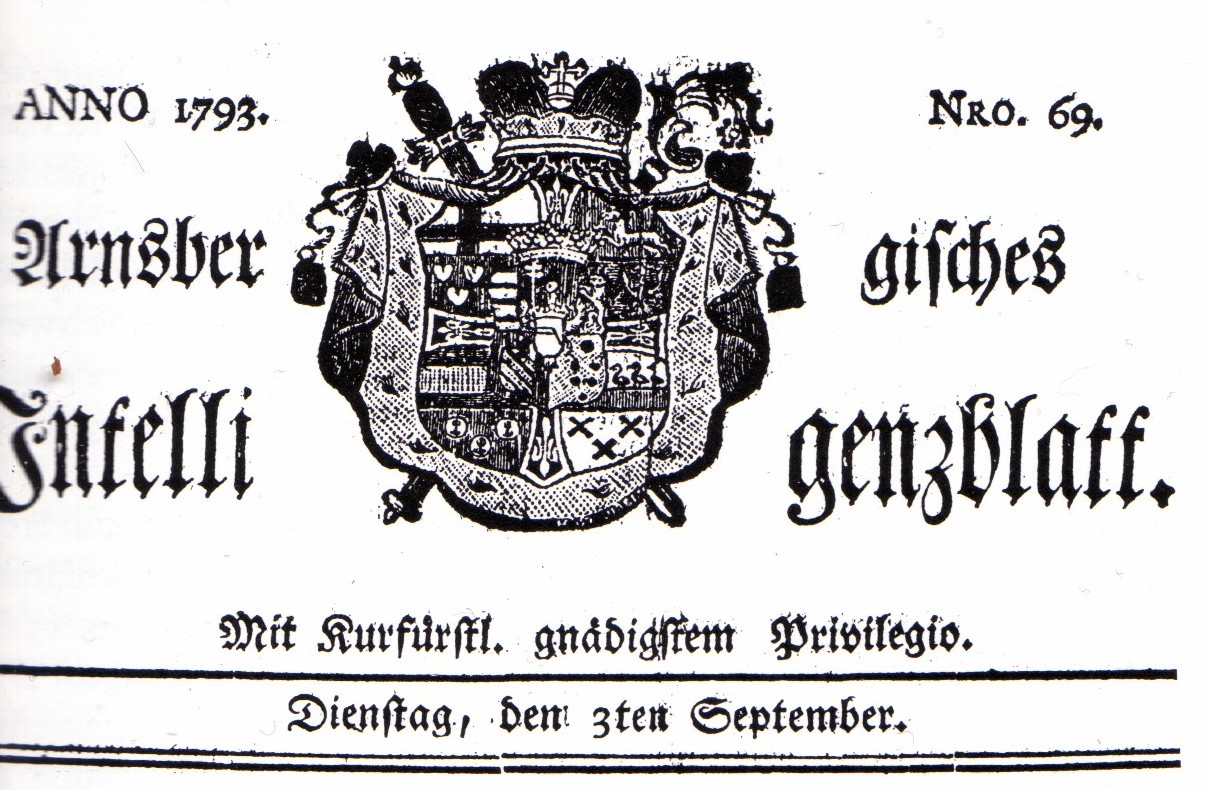
Titelkopf des Arnsberger Intelligenzblattes vom 3. September 1793 mit dem Wappen des Kurfürsten Maximilian Franz von Österreich

Im 18. Jahrhundert entstanden die Buchdruckerei und der Verlag Herken. Dieser gab zwischen 1766 und 1819 mit dem Arnsberger Intelligenzblatt die erste regelmäßig erscheinende Zeitung im Herzogtum Westfalen heraus. Es existierten im 19. Jahrhundert mehrere Buchdruckereien vor allem auch für die Herstellung von Amtsblättern, Formularen usw. Einige wandten sich daneben auch der Herausgabe von Zeitungen zu (Arnsberger Zeitung). Auch in Neheim (Neheimer Zeitung) und Hüsten bestanden im 19. Jahrhundert lokale Blätter. Die größte Leserschaft hatte in den ersten Jahrzehnten des 20. Jahrhunderts das in Werl erschienene (katholisch geprägte) Central-Volksblatt mit Redaktionen auch im Raum Arnsberg. Auch die auswärts erschienenen Parteizeitungen etwa der Sozialdemokraten oder Kommunisten hatten Redaktionen oder Korrespondenten in der Regierungsstadt.
Nach dem Zweiten Weltkrieg entwickelte sich im Wesentlichen die heutige Presselandschaft. Den Markt der Tageszeitungen teilen sich fast ausschließlich die (ehemals sozialdemokratisch geprägte) Westfälische Rundschau und die (ehemals christlich orientierte) Westfalenpost. Beide gehören heute zum WAZ-Konzern (Funke Mediengruppe) und betreiben Geschäftsstellen mit Lokalredaktionen in den Stadtteilen Arnsberg und Neheim.
Neben einigen Anzeigenblättern mit Redaktionen im Stadtgebiet (Arnsberger Post, Wochenanzeiger und Sauerlandkurier) existieren mit Dorfinfo.de sowie Blickpunkt-Arnsberg-Sundern.de lokale Onlinedienste, die auch gratis Presseinformationen von örtlichen Institutionen, Vereinen und von Bürgern veröffentlichen. Die Arnsberger Post ist das älteste derartige Anzeigenblatt Deutschlands.
Rundfunk und Fernsehen aus der Region kommen vom WDR-Studio Siegen und dem Lokalradio Radio Sauerland. Der Westdeutsche Rundfunk unterhält in Arnsberg ferner ein Büro und betreibt eine Sendeanlage auf dem Schlossberg.
Zudem ist Arnsberg Sitz des Strobel Verlags.

### Öffentliche Einrichtungen

#### Behörden

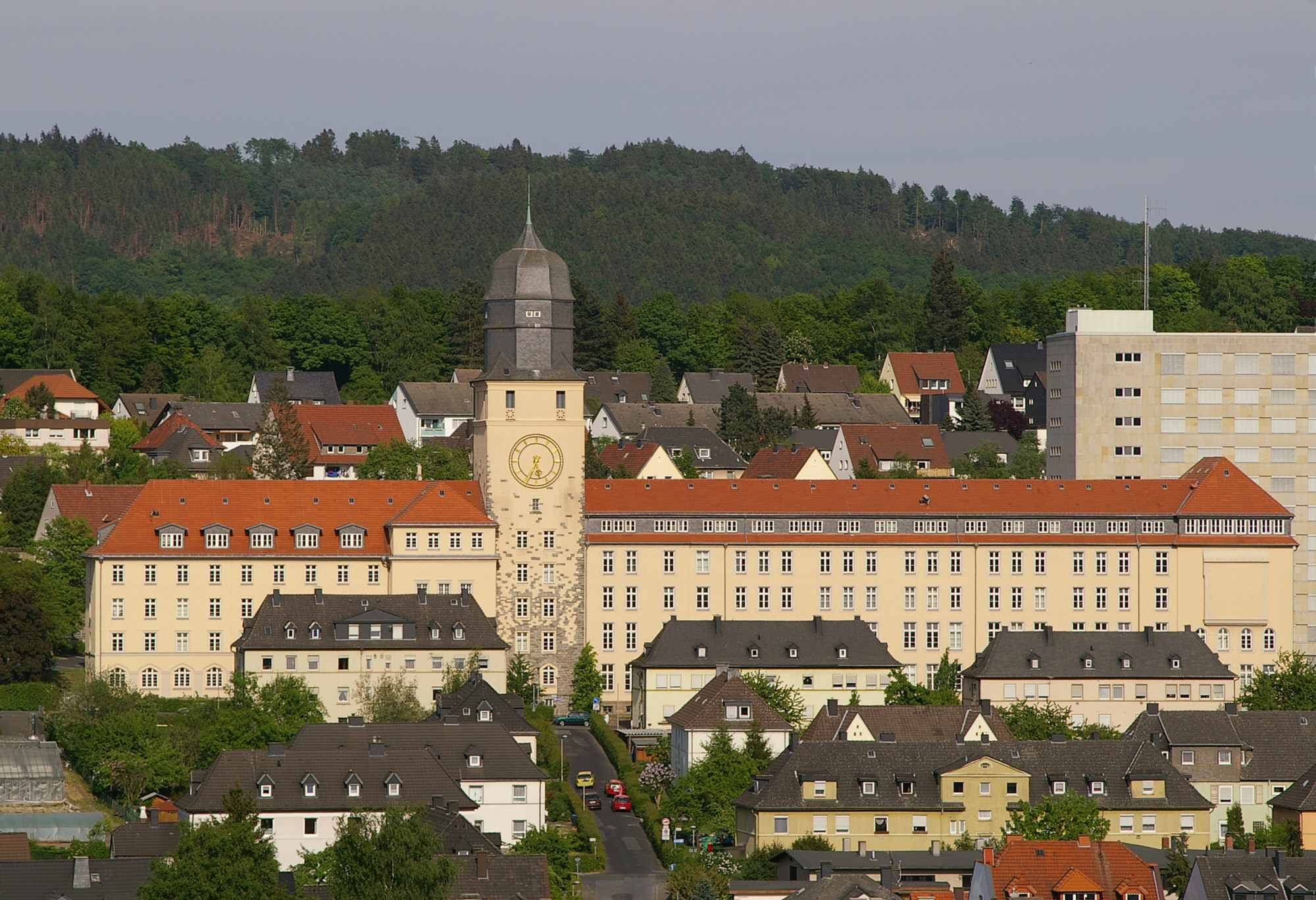
In der Bildmitte der Sitz der Bezirksregierung. Das ältere Gebäude mit Uhrturm stammt überwiegend aus den 1920er-, das Hochhausgebäude daneben aus den 1960er-Jahren

Arnsberg war bereits zur kurfürstlichen Zeit Sitz der wichtigsten Beamten des Herzogtums Westfalen und Tagungsort des Landtages. Unter hessischer Herrschaft wurde die Stadt Regierungssitz. Daran knüpften die Preußen an, als sie Arnsberg 1816 zum Sitz des Regierungsbezirks Arnsberg machten. Angegliedert waren zahlreiche Sonder- und Unterbehörden. Dazu gehören heute noch das Vermessungsamt oder das staatliche Veterinäruntersuchungsamt. Daneben wurde die Stadt Kreisstadt des Kreises Arnsberg. Nach der Auflösung des Kreises Arnsberg im Jahr 1975 wurde die Stadt Teil des Hochsauerlandkreises. In Arnsberg befindet sich eine Nebenstelle der Kreisverwaltung des Hochsauerlandkreises.
Seit dem 19. Jahrhundert gab es immer wieder Bestrebungen, den Sitz der Regierung in die Ruhrstadt (Ruhrgebiet) zu verlegen. Dies scheiterte bislang jedoch aus verschiedenen, nicht zuletzt finanziellen Gründen. Eine neue Situation entstand mit dem Beschluss der Landesregierung von Jürgen Rüttgers für eine Verringerung der Regierungsbezirke im Zuge einer Verwaltungsstrukturreform. Die neue Landesregierung verfolgt dieses Ziel nicht mehr, so dass Arnsberg Sitz der Bezirksregierung bleibt.
Durch die Verwaltungsstrukturreform wurde das staatliche Forstamt in Arnsberg im Haus Obereimer umfirmiert in das Lehr- und Versuchsforstamt Arnsberger Wald. Das Forstamt ist damit eines von zwei Sonderforstämtern der Landes, neben dem Nationalparkforstamt in der Eifel. Beide Forstämter sind mit besonderen Aufgaben betraut, in Arnsberg sind das die Aufgaben der Lehre, durch das Forstliche Bildungszentrum (FBZ) in Neheim-Hüsten und das Jugendwaldheim in Obereimer, sowie der Forschung u. a. durch die Forstgenbank NRW. Dem Forstamt sind außerdem einige Schwerpunktaufgaben zugeteilt worden, weiterhin sind einige Funktionsstellen der Zentrale in Arnsberg ansässig. Der Sitz des Landesbetriebes ist jedoch weiter Münster.
Die ursprünglich im Zuge der Umstrukturierung der Landesverwaltung vorgesehene Übersiedlung des Sitzes des Landesbetriebes Wald und Holz nach Arnsberg wird von der aktuellen Landesregierung nicht mehr weiter verfolgt.
Seit dem 1. Juli 2009 befindet sich in Arnsberg das Kompetenzzentrum für Integration des Landes Nordrhein-Westfalen (ehemalige Landesstelle Unna-Massen).
Nach dem Zusammenschluss der alten Städte und Gemeinden zur neuen Stadt Arnsberg wurde das Rathaus der Stadt Neheim-Hüsten Hauptsitz der Stadtverwaltung. Stadtbüros gibt es in den Stadtteilen Neheim, Alt-Arnsberg, Hüsten und Oeventrop.

#### Justiz

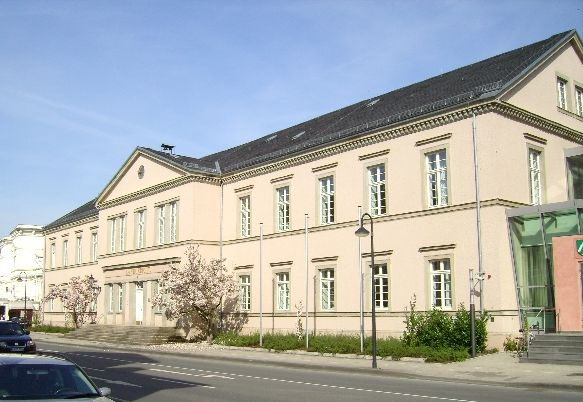
Landgericht Arnsberg

Seit dem Mittelalter ist Arnsberg Sitz wichtiger Gerichte. Noch heute ist der sich im Freien befindliche Verhandlungsort des Oberfreistuhls, eines der wichtigsten Femegerichte in Westfalen, zu besichtigen. Daneben existierte ein städtisches Gericht sowie das kurfürstliche Hofgericht. Auf dem Schreppenberg befand sich die Hinrichtungsstätte, „Galgenberg“ genannt. An sie erinnert seit 1929 ein Gedenkstein.
In hessischer und preußischer Zeit wurde Arnsberg Sitz eines Hofgerichts und zeitweise eines Oberlandesgerichts. Nach einer Umstrukturierung im 19. Jahrhundert blieb Arnsberg Sitz eines Landgerichtes. Hinzu kommt ein Amtsgericht und Gerichte für spezielle Aufgaben. Dazu gehören das Verwaltungsgericht Arnsberg und das Arbeitsgericht Arnsberg. Außerdem ist hier die Staatsanwaltschaft Arnsberg ansässig.

#### Wirtschaftsverbände und Gewerkschaften
In Arnsberg unterhalten die Industrie- und Handelskammer Arnsberg, Hellweg-Sauerland, die Handwerkskammer Südwestfalen, der Einzelhandelsverband, der Hotel- und Gaststättenverband und der Unternehmensverband Westfalen-Mitte e. V. einen Sitz. Des Weiteren sind einige Gewerkschaften, wie zum Beispiel der DGB oder die IG Metall mit Geschäftsstellen vertreten.

### Bildung

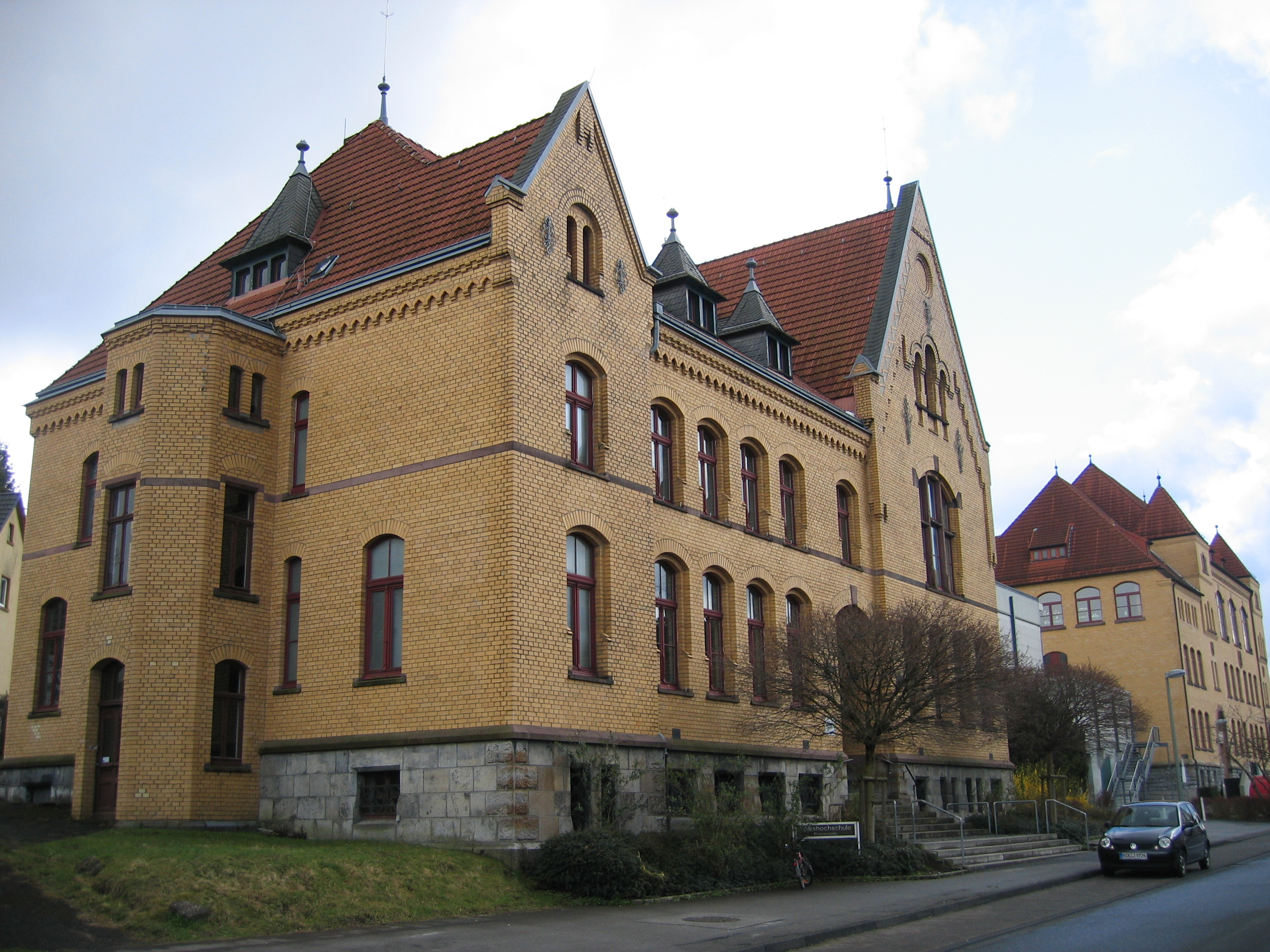
Ehemalige Volkshochschule Arnsberg, heute Adolf-Sauer-Grundschule Arnsberg

Die Stadt Arnsberg ist als Schulträger für 32 Schulen zuständig. Die Zahl der zu betreuenden Schülerinnen und Schüler betrug im Schuljahr 2014/15 insgesamt 8716. Die Prognose für das Schuljahr 2020/21 beträgt 6976 und damit 31,1 % weniger als im Schuljahr 2014/15.
Es bestehen Grundschulen in vielen Ortsteilen. Seit 2014 besteht in Arnsberg und Neheim je eine Sekundarschule, in Arnsberg, Neheim und Hüsten darüber hinaus Realschulen und Gymnasien. Das traditionsreichste ist das im 17. Jahrhundert gegründete Gymnasium Laurentianum. Außerdem existiert in Arnsberg ein katholisches Gymnasium, das Mariengymnasium Arnsberg. In Neheim gibt es das Franz-Stock-Gymnasium und das ebenfalls katholische St.-Ursula-Gymnasium. Ergänzt wird das schulische Bildungsangebot durch das Sauerland-Kolleg Arnsberg, welches eine Abendrealschule, ein Abendgymnasium und ein Kolleg umfasst, in welchem Erwachsene in einer Vollzeittagesschule ihr Abitur bzw. ihr Fachabitur erwerben können. Daneben bestehen vier Förderschulen sowie andere Weiterführende Schulen, wie zum Beispiel die Realschule am Eichholz. Hinzu kommen mehrere öffentliche Berufskollegs und die Schule der Handwerkskammer Arnsberg. Auch die Industrie- und Handelskammer (IHK) tritt als Bildungsträger für berufliche Bildung- und Weiterbildung auf. Die städtische Volkshochschule ist eine Einrichtung der Erwachsenenbildung. Im ehemaligen Hotel zur Krone befindet sich das musikalische Bildungszentrum der Musikschule Hochsauerlandkreis.

### Krankenhäuser

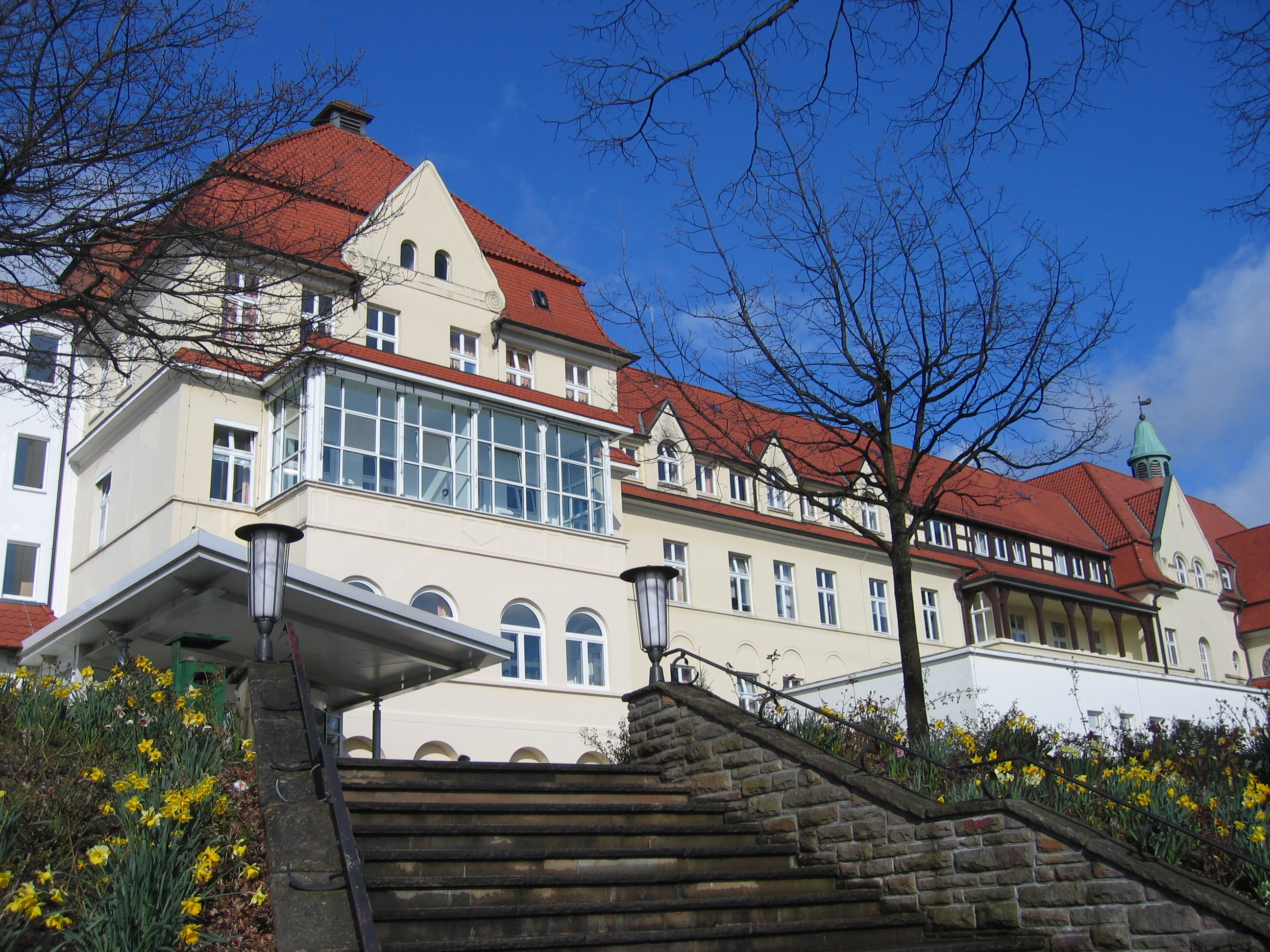
Marienhospital

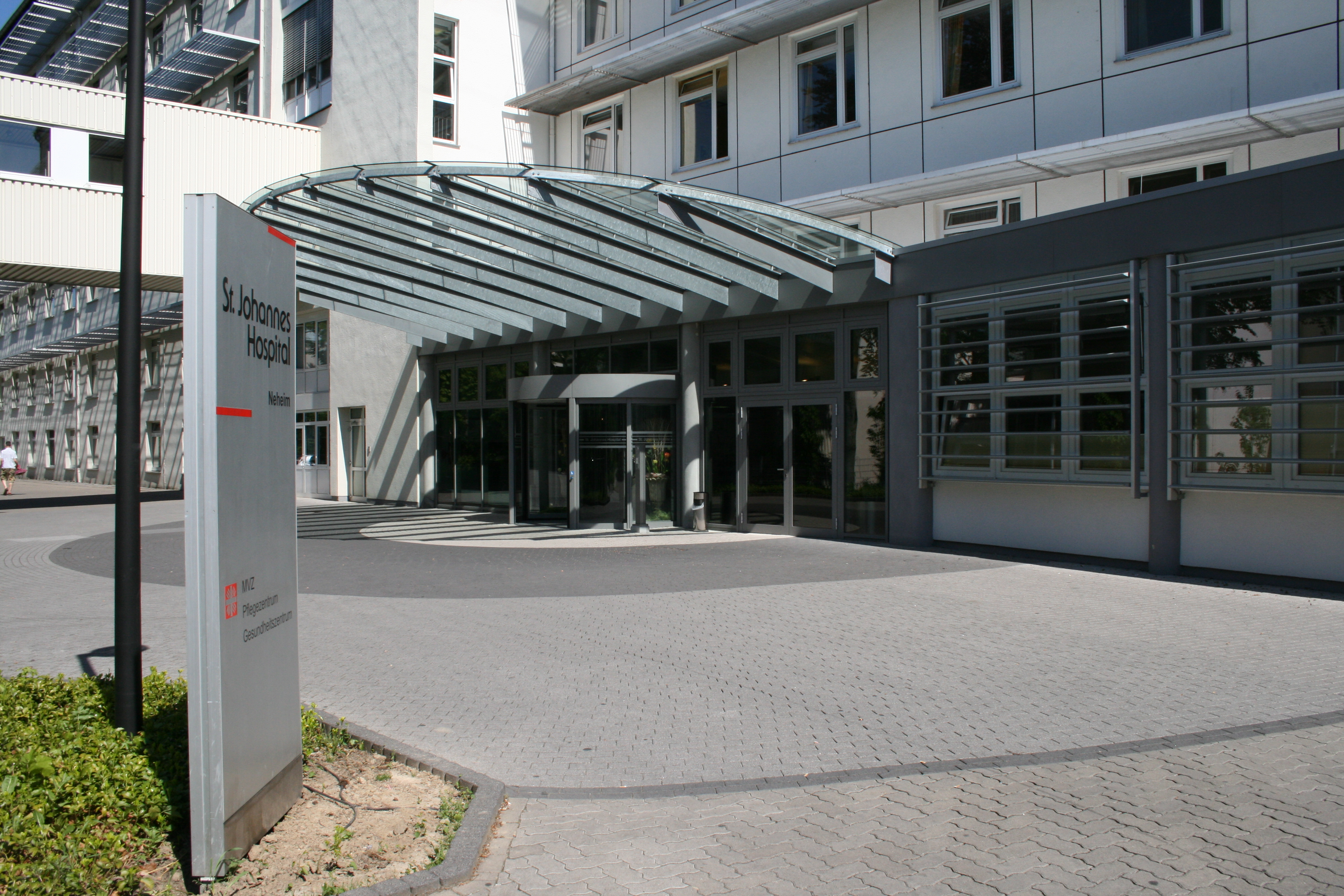
St. Johannes Hospital

Die heutige Stadt Arnsberg verfügt über drei Krankenhausstandorte. Das Marienhospital in Arnsberg war lange eine vollständig kommunale Einrichtung. Gegründet wurde es in der Mitte des 19. Jahrhunderts. Es befand sich zunächst in der Altstadt, ehe das Krankenhaus 1913 an den heutigen Standort am Lüsenberg umzog. Das Karolinenhospital in Hüsten geht auf eine Stiftung von Caroline von Fürstenberg und ihrem Mann aus dem Jahr 1870 zurück. Auch heute noch ist der jeweilige Freiherr von Fürstenberg Vorsitzender des Kuratoriums. Das Neheimer St. Johannes-Hospital geht auf den Armen-Kranken-Unterstützungsverein zurück. Dieser, getragen vor allem von den Wirtschaftsbürgern der Stadt, ließ 1858 ein erstes Krankenhaus errichten.
Die drei Krankenhäuser in der heutigen Stadt Arnsberg sind seit 2011 im neuen Klinikum Arnsberg (seit 2018 Klinikum Hochsauerland) aufgegangen. Die drei Krankenhäuser arbeiten eng zusammen. Neben der allgemeinen Versorgung hat sich jedes Haus dabei auf bestimmte Bereiche spezialisiert. In Arnsberg gibt es etwa die Urologie und eine Isolierstation für ansteckende Krankheiten. Hüsten ist zuständig für die Geburtshilfe und Neheim hat geriatrische und psychiatrische Abteilungen.
Im Oktober 2010 beschloss der Stadtrat die offizielle Fusion der drei Häuser zu einem „Klinikum Arnsberg.“ Die Fusion wurde 2011 abgeschlossen. Das neue Klinikum verfügt über mehr als 700 Betten. Mit 1500 Mitarbeitern ist es einer der größten Arbeitgeber in der Stadt.

## Persönlichkeiten
In der Stadt Arnsberg oder ihren Vorgängerstädten und Gemeinden wurden so unterschiedliche Persönlichkeiten wie die Künstler Fritz Cremer, Günter Wewel, Udo Wollmeiner, Politiker wie Dieter-Julius Cronenberg, Franz Müntefering, Wilhelm Hasenclever oder Theologen wie Eduard Stakemeier, Franz Stock geboren. Es wirkten und lebten im Stadtgebiet unter anderem die Industriepioniere Friedrich Wilhelm Brökelmann, Josef Cosack oder Noah Wolff, der Historiker Johann Suibert Seibertz, die Politiker Friedrich Merz, Max König sowie zahlreiche weitere Personen.